# Dvorní fotograf

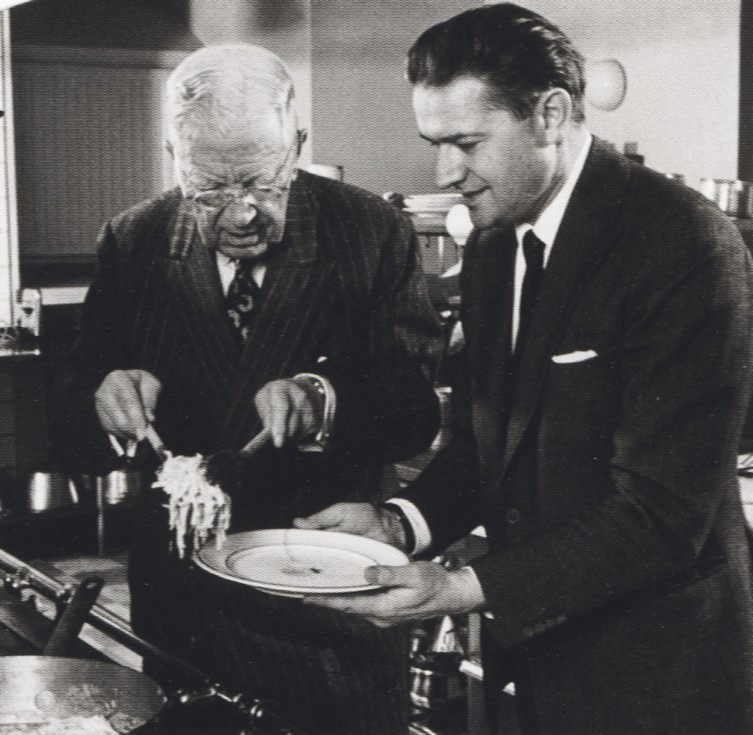
Gustav VI. Adolf a Lennart Nilsson

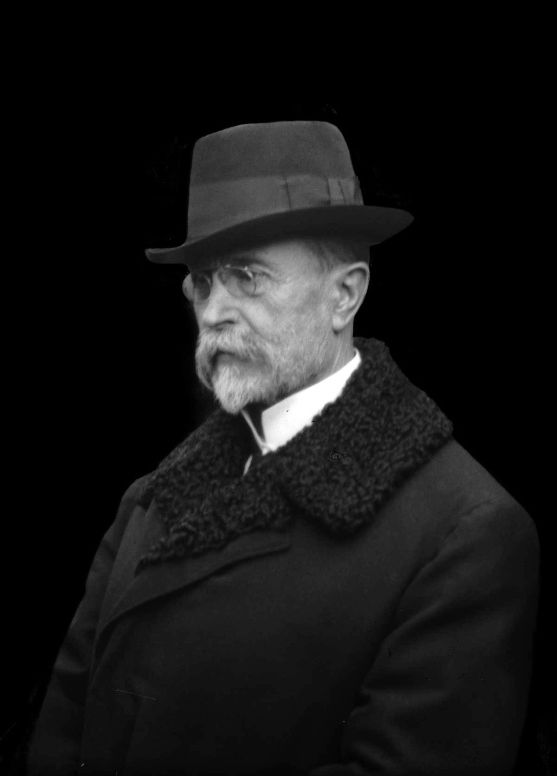
Tomáš G. Masaryk v Šechtlově atelieru, 1918

Dvorní fotograf je titul pro člověka (nebo firmu), který má za úkol pracovat jako fotograf pro panovníka nebo panovnický dvůr; v přeneseném významu se výraz užívá i pro fotografa volené hlavy státu.

## Historie
K pojmu dvůr se případně může doplnit upřesňující adjektivum, například královský dvůr, papežský dvůr čili kurie nebo dvůr knížecí (v Rakousko–Uhersku c. a k.).

## České země

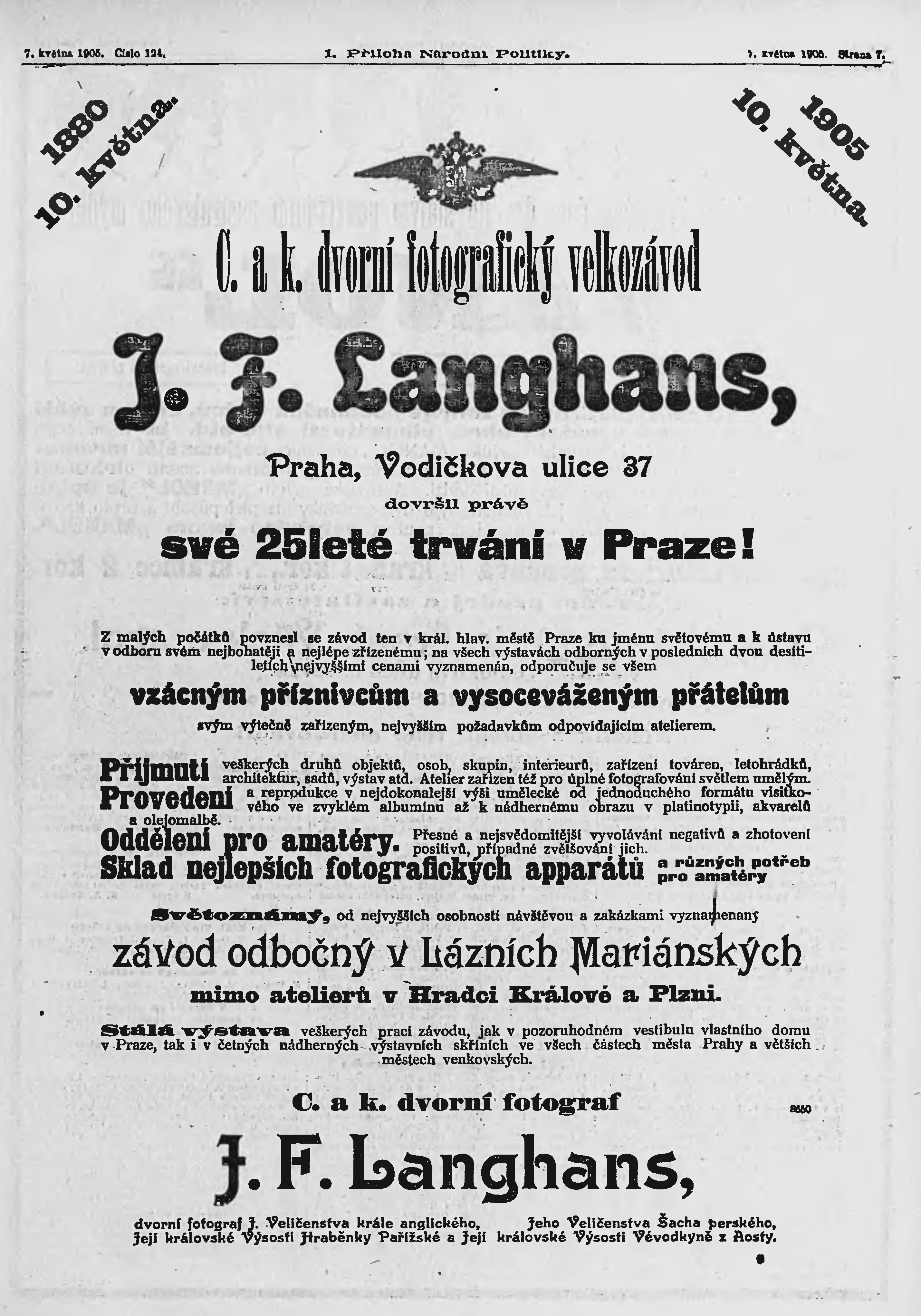
Dvorní fotograf Langhans, inzerát 1905

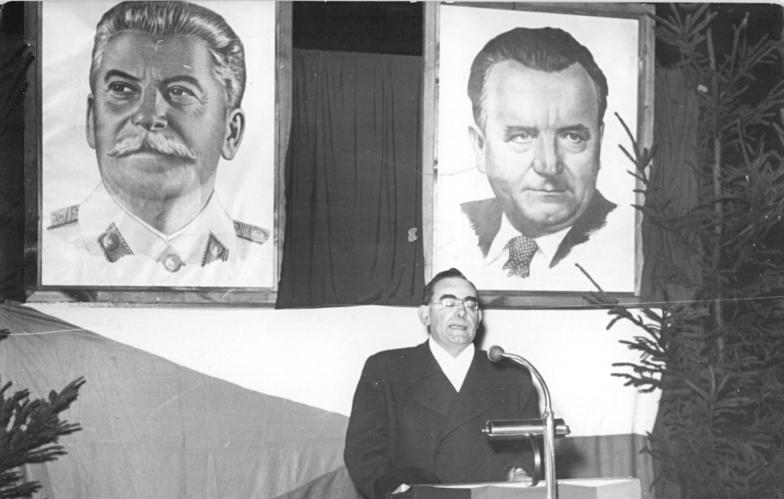
Fotografie Klementa Gottwalda vpravo nahoře je od Karla Hájka

- Adolph Alphons nosil titul královský bavorský dvorní fotograf.[2]

- Rudolf Bruner-Dvořák V roce 1891 mu bylo schváleno používání titulu „Momentní fotograf Jeho císařské a královské Výsosti Nejosvícenějšího pana arcivévody Františka Ferdinanda Rakouského z Este“. Díky vztahu s budoucím císařem fotografoval jeho rodinu i ve vysloveně rodinných situacích (zámky, panství, manévry, hony, návštěvy panovníka). Dne 20. prosince 1891 mu bylo schváleno používání titulu „Momentní fotograf Jeho císařské a královské Výsosti Nejosvícenějšího pana arcivévody Františka Ferdinanda Rakouského z Este“. Začal následníka trůnu doprovázet na honech, při zábavách ve Sv. Mořici. Fotografoval jeho rodinu i ve vysloveně rodinných situacích. Snímky zachycující Ferdinandovy děti při hrách jsou přirozené a nenucené. Podobně nekonvenčně a nestrojeně zachycoval také žertovné situace při lovu nebo třeba i při manévrech. Prvorozenou dceru Ferdinanda d’Este fotografoval již asi 14 dnů po narození. Díky vztahu s budoucím císařem fotografoval v devadesátých letech zámky Ferdinanda d’Este na Konopišti a v Chlumu u Třeboně, Rudolfu Lichtensteinovi exteriéry i interiéry na Hluboké.

- František Fridrich byl královský pruský dvorní fotograf, byl dokonce jmenován dvorním fotografem císařského domu v Brazílii. V roce 1866 po prohrané válce Rakouska s Pruskem požádal o právo dvorního fotografa v Prusku a po kladném vyřízení žádosti pak užíval titul „královský pruský dvorní fotograf“.

- Jan Nepomuk Langhans (1851–1928) v archivu „Galerie osobností“ jsou portréty prezidentů Tomáše G. Masaryka, Edvarda Beneše a Emila Háchy.

- Pro Langhanse v Českých Budějovicích pracoval Antonín Wildt.
- Josef Jindřich Šechtl (1877 –1954) Návrat Tomáše G. Masaryka z exilu, zastávka v Táboře, 21. prosince 1918, portrétoval jej také v ateliéru; Edvard Beneš s chotí 1921.

- Josef Pírka získal titul Dvorní fotograf vévody nassavského v roce 1888.[3]

- Václav Cífka (1811–1884) je autorem prvních fotografií členů královské rodiny, například krále Ferdinanda II.[4] Stal se majitelem zřejmě prvního stálého daguerrotypického ateliéru v Lisabonu. Pořádal výstavy a časem získal titul dvorního fotografa portugalského krále. Vznikly tak první fotografie členů královské rodiny, která byla do té doby pouze portrétována malíři. Vztahy mezi Cífkou a panovníkem byly natolik dobré, že jej Cífka doprovázel i na zahraničních cestách.[5]

- Karel Hájek (1900, Lásenice – 1978, Praha) fotografoval prezidenty Masaryka, Háchu, Gottwalda[6] a Beneše, kterému dělal osobního fotografa.[7]

- Emil Bican, český fotograf (6. května 1916, Borovany – 2. srpna 1991)

- Jiří Rublič, český fotoreportér (7. dubna 1910 – 29. srpna 1969)

- Karel Mevald

- Oldřich Škácha (1941–2014) je znám především díky fotografiím Václava Havla a dalších osobností z oblasti politiky a kultury.

- Jakub Ludvík portrétoval Václava Klause.[8]

- Jiří Jírů se v roce 1993 stal osobním fotografem prezidenta Václava Havla. V této roli působil do roku 2000.

## Evropa

### Slovensko
- Patrik Jandák (* 1977) od prosince 2001 do června 2004 působil jako oficiální dvorní fotograf slovenského prezidenta Rudolfa Schustera a od června 2004 do dubna 2005 jako fotograf slovenského prezidenta Ivana Gašparoviče.

### Rusko
- Levickij a syn: Rafail Levickij byl profesorem umění a uznávaným umělcem, dvorním fotografem nejvíce známým svými portréty rodina cara Mikuláše II. Alexandroviče, posledního císaře Ruska. Jeden z prvních velkých fotografických ateliérů v Rusku byl ten, který vlastnil a provozoval Sergej Lvovič Levickij. Založil jej po svém návratu z Paříže na podzim roku 1849 v Petrohradu s názvem Светопись (Kresba světlem) 22. října 1849. Do devadesátých let bylo studio společným podnikem otce a jeho syna Rafaila Levického. Fotografie z této doby mají na rubu rozlišovací text Levickij a syn (Левицкий и сын). Po smrti svého otce v roce 1898 pokračoval v rodinné tradici portrétního studia syn Rafail, pořídil slavné fotografie cara Mikuláše II a carevny Alexandry a jejich dětí Olgy, Tatiany, Marie a Anastasie a Alexeje Nikolajeviče. Fotografie Romanovců byly tak populární, že si vyžádaly zvláštní reprodukované vydání nakladatelství Bon Marché.

- Karl Bulla fotografoval život rodiny cara.[9]

- Karl Bergamasko (1830 — 1896, Petrohrad) byl známý ruský fotograf italského původu, který byl aktivní v 19. století.

Alfred Konstantinovič Feděckij vytvořil četné portréty významných ruských osobností jako byli například: Ivan Ajvazovskij, Petr Iljič Čajkovskij, Jan Kronštadtský a kromě toho portrétoval členy císařské rodiny Romanovců. Byl osobním fotografem vévodkyně Alexandry Petrovny Oldenburské.
- Pavel Semjonovič Žukov (1870–1942) – ruský fotograf, který portrétoval V. I. Lenina.

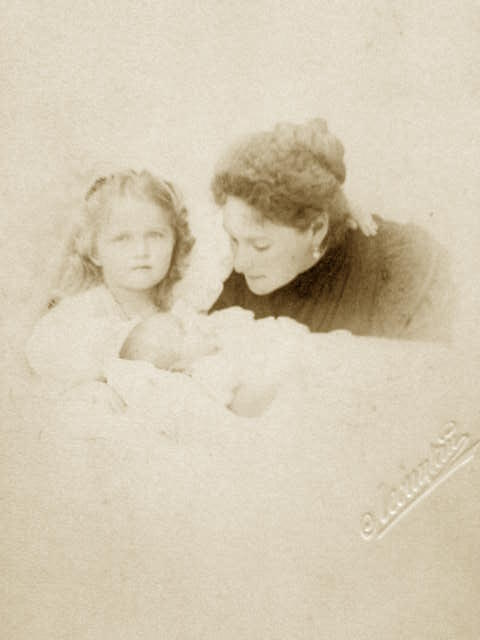
Rafail Levickij: Carevna Alexandra s Olgou a Marií, 1899, Sbírka Di Rocco Wieler Private Collection, Toronto, Kanada
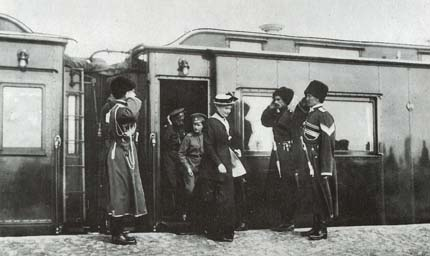
Karl Bulla: Císařovna Alix Hesensko-Darmstadtská, carevič Alexej, Mikuláš II. Alexandrovič vystupují z auta při příjezdu do vojenského tábora, květen 1916
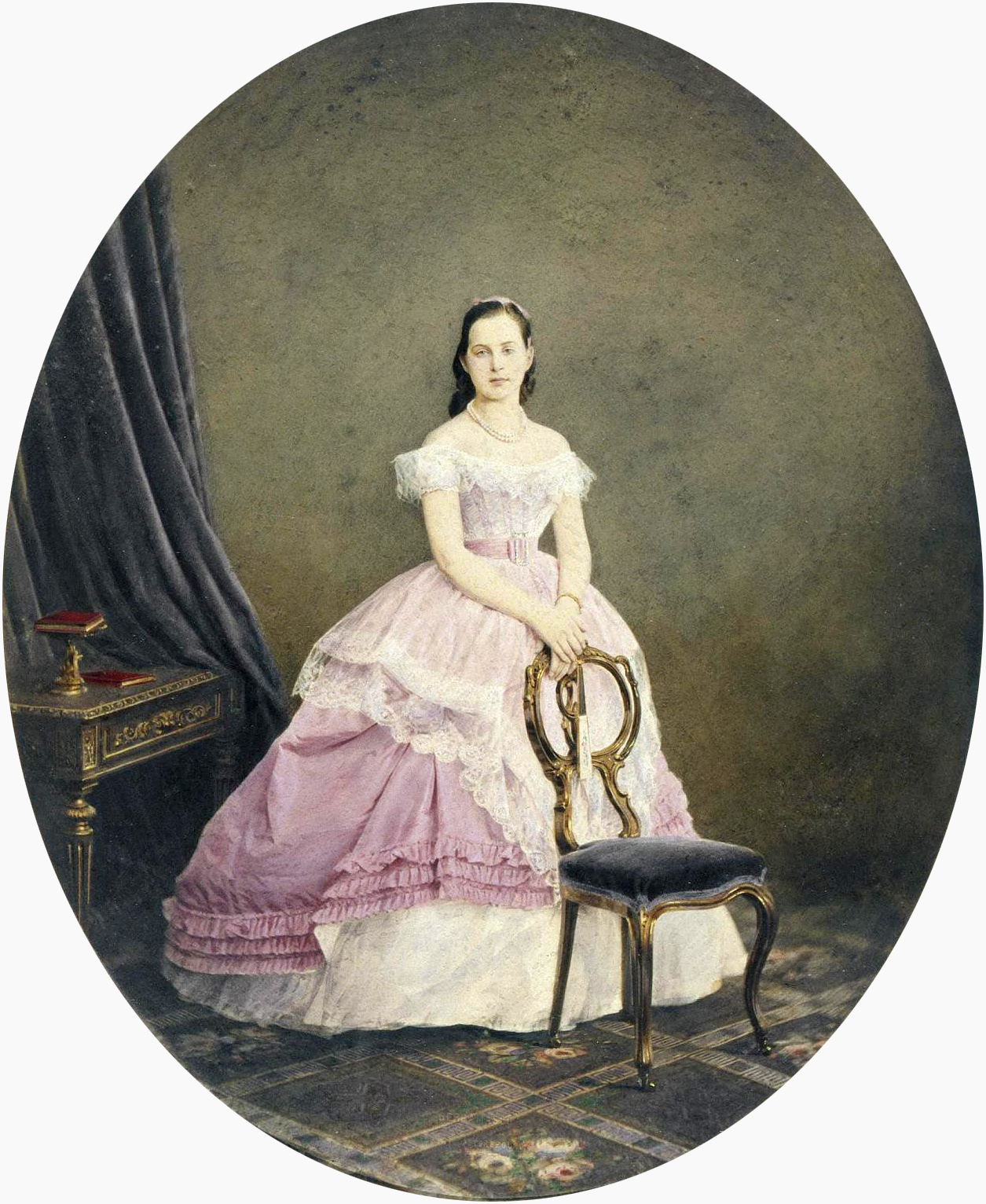
Karl Bergamasko: Portrét velkokněžny Olgy Konstantinovny, 1867
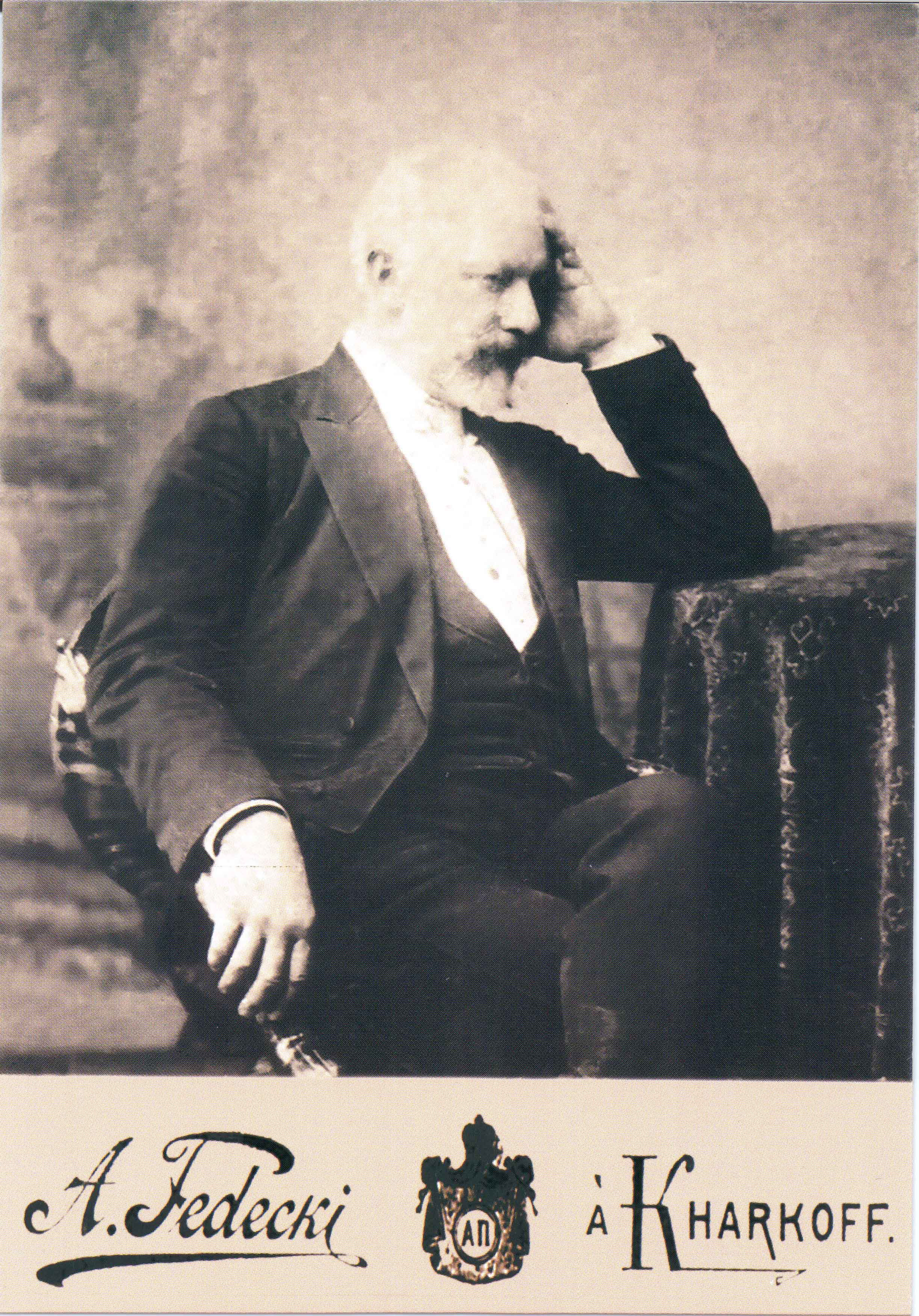
Alfred Konstantinovič Feděckij: Skladatel Petr Iljič Čajkovskij, 1893
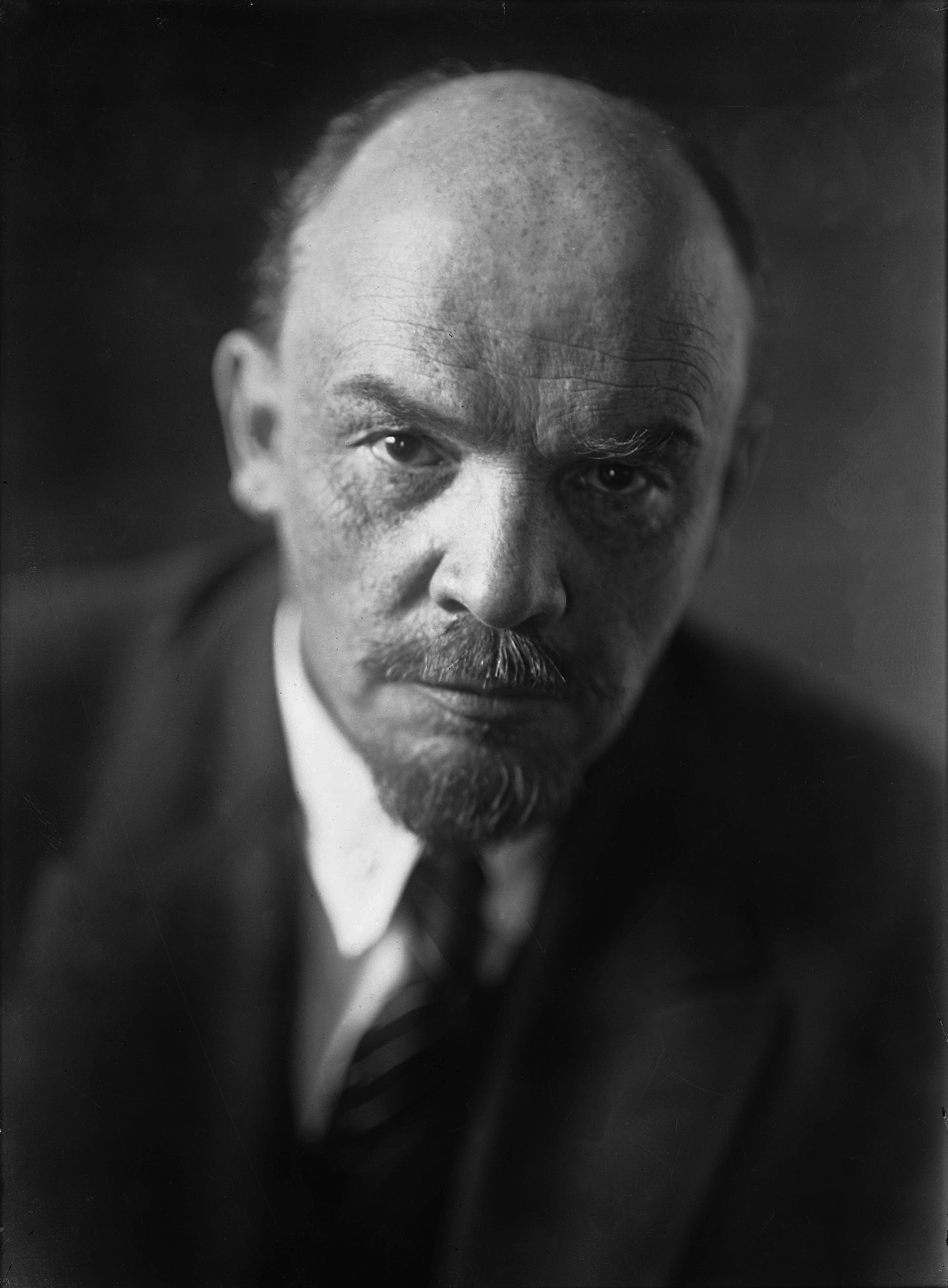
Pavel Semjonovič Žukov: Vladimir Iljič Lenin

### Švédsko
Titul Dvorní fotograf byl ve Švédsku poměrně častý kolem roku 1900. Od roku 1899 do roku 1911 bylo ve Švédsku okolo 65. aktivních profesionálních dvorních fotografů.
Prvním švédským dvorním fotografem byl Mathias Hansen (1823–1905). Kolem roku 1860 měl své studio ve Stockholmu, na Regeringsgatanu 28. Dalším průkopníkem fotografem panovníků na královském dvoře ve Stockholmu byl původem Němec Johannes Jaeger, který v období konce 19. století dokumentoval interiéry Stockholmského paláce.
Johannes Jaeger (1832–1908) byl německý fotograf, který měl v druhé polovině 19. století sídlo ve švédském Stockholmu. V roce 1858 založil a provozoval Atelier Jaeger, byl průkopníkem portrétní fotografie panovníků na královském dvoře ve Stockholmu, a také koncem 19. století dokumentoval interiéry Stockholmského paláce. V roce 1890 prodal Johannes Jaeger společnost za 60 000 korun svému zaměstnanci Valentinu Wolfensteinovi. Studio pak zaměstnávalo asi 30 lidí. Poté, co Wolfenstein opustil společnost v roce 1905, se majitelem stal Albin Roosval a zároveň jako hlavní fotograf začínal Herrman Sylwander. Ten převzal celý podnik v roce 1908 a provozoval jej až do své smrti v roce 1948. Právě pod Sylwanderem se studio zaměřilo na portrétní fotografii. Časem se z firmy stalo přední společenské studio ve Stockholmu. Jméno Jaeger si různí majitelé udržovali až do roku 1970, kdy odešel do důchodu dvorní fotograf Herman Bergne. Umělecké nakladatelství Axel Eliasson (Axel Eliassons Konstförlag) mělo práva na reprodukci fotografií ateliéru z královské rodiny a portrétů slavných osobností.
Aron Jonason fotografoval krále Oskara II., doprovázel jej na královské jachtě HMS Drott. Lennart Nilsson portrétoval švédskou královskou rodinu od roku 1940.
Lina Jonn (1861–1896) byla švédská průkopnice v oblasti fotografického průmyslu.
Erik Liljeroth (1920–2009) byl osobním fotografem krále Gustava VI. Adolfa.
Výběr v abecedním pořadí:
- Ernest Florman (1862–1952)
- Ferdinand Flodin (1863–1935)
- Curt Götlin (1900–1993)
- Oscar Halldin (1873–1948)
- Herman Hamnqvist (1865–1946)
- John Hertzberg (1871–1935)
- Selma Jacobsson (1841–1899)
- Aron Jonasson (1838–1914)
- Åke Lange (1909–1975)
- Peter P Lundh (1865–1943)
- Lennart Nilsson (1922–2017)
- David Sorbon (1884–1946)
- Gunnar Seijbold (1955–2020)

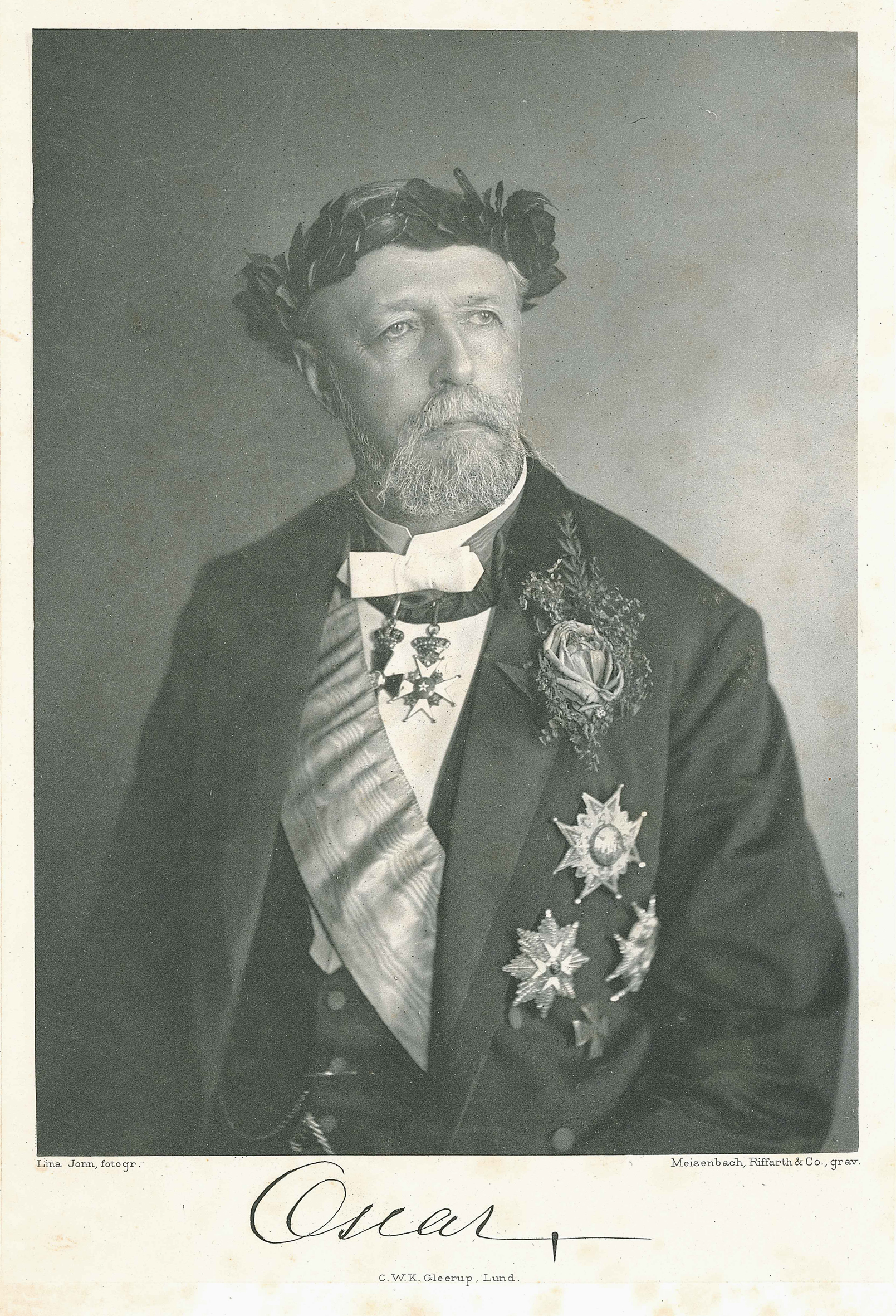
Lina Jonn: Král Oskar II., 1893
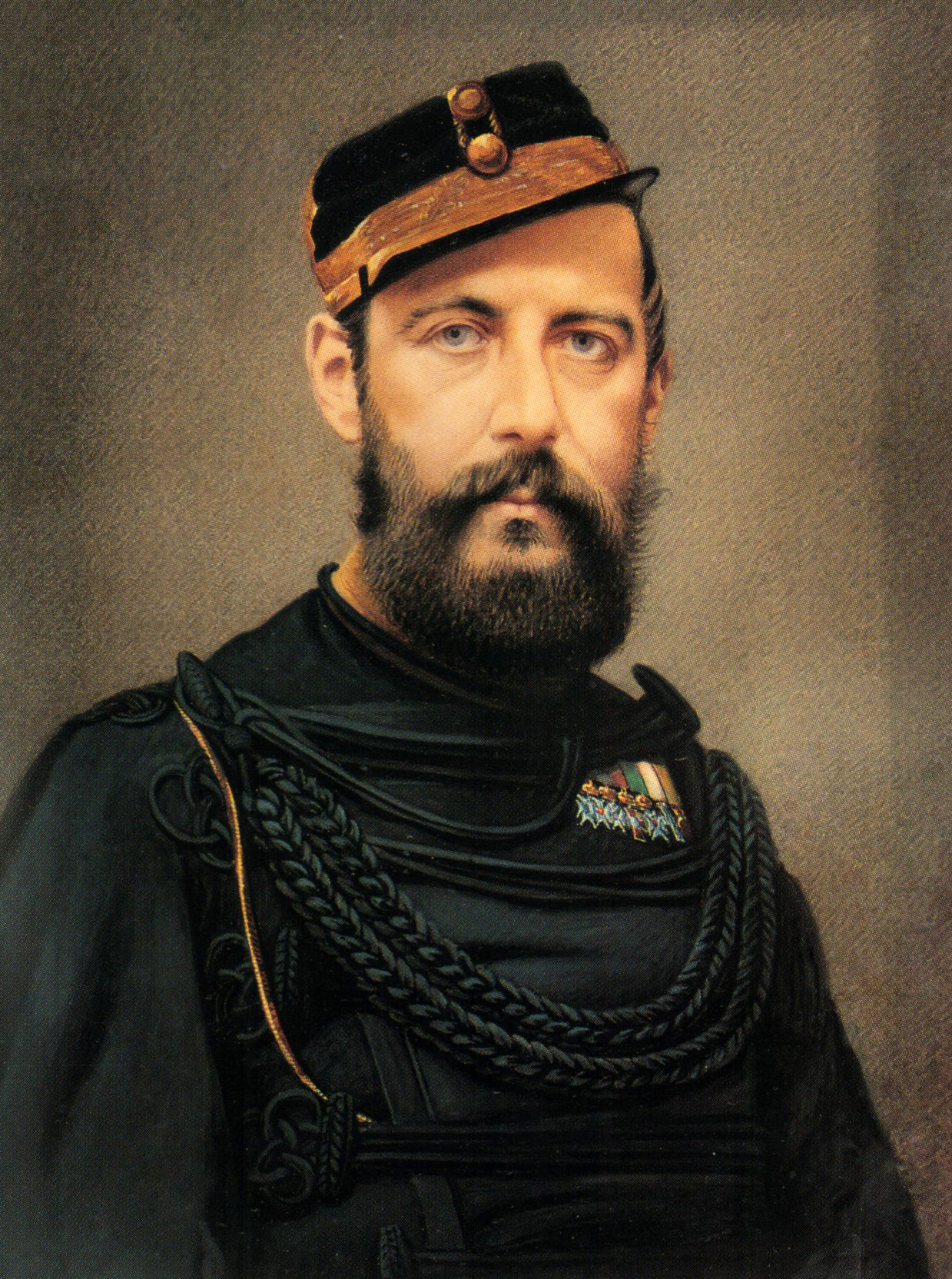
Mathias Hansen: Karel XV.
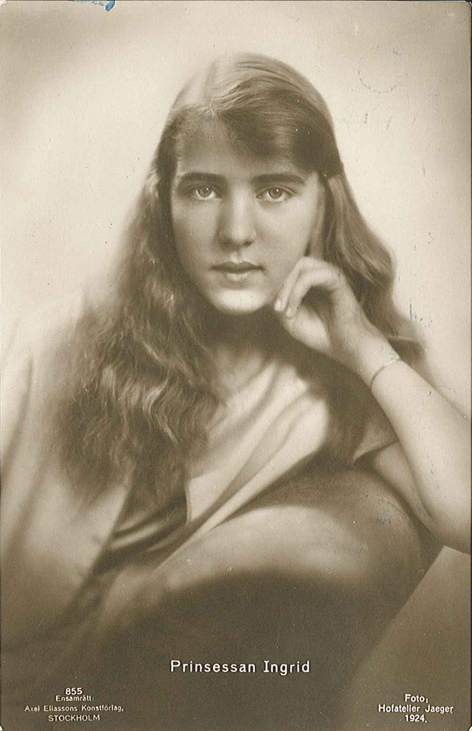
Dvorní ateliér Jaeger: Princezna Ingrid, 1924
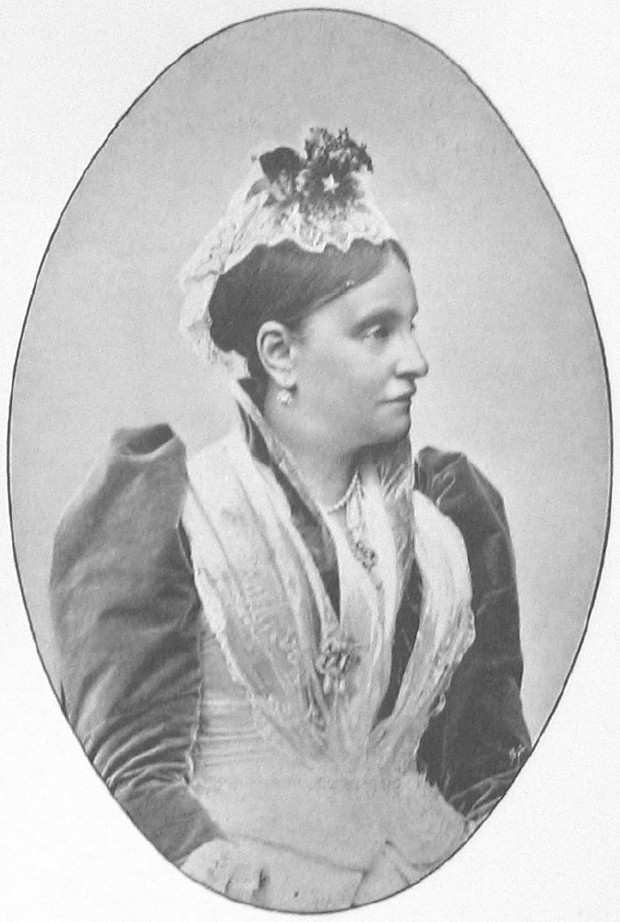
Selma Jacobsson: Princezna Tereza, Therese von Sachsen-Altenburg (1836–1914)
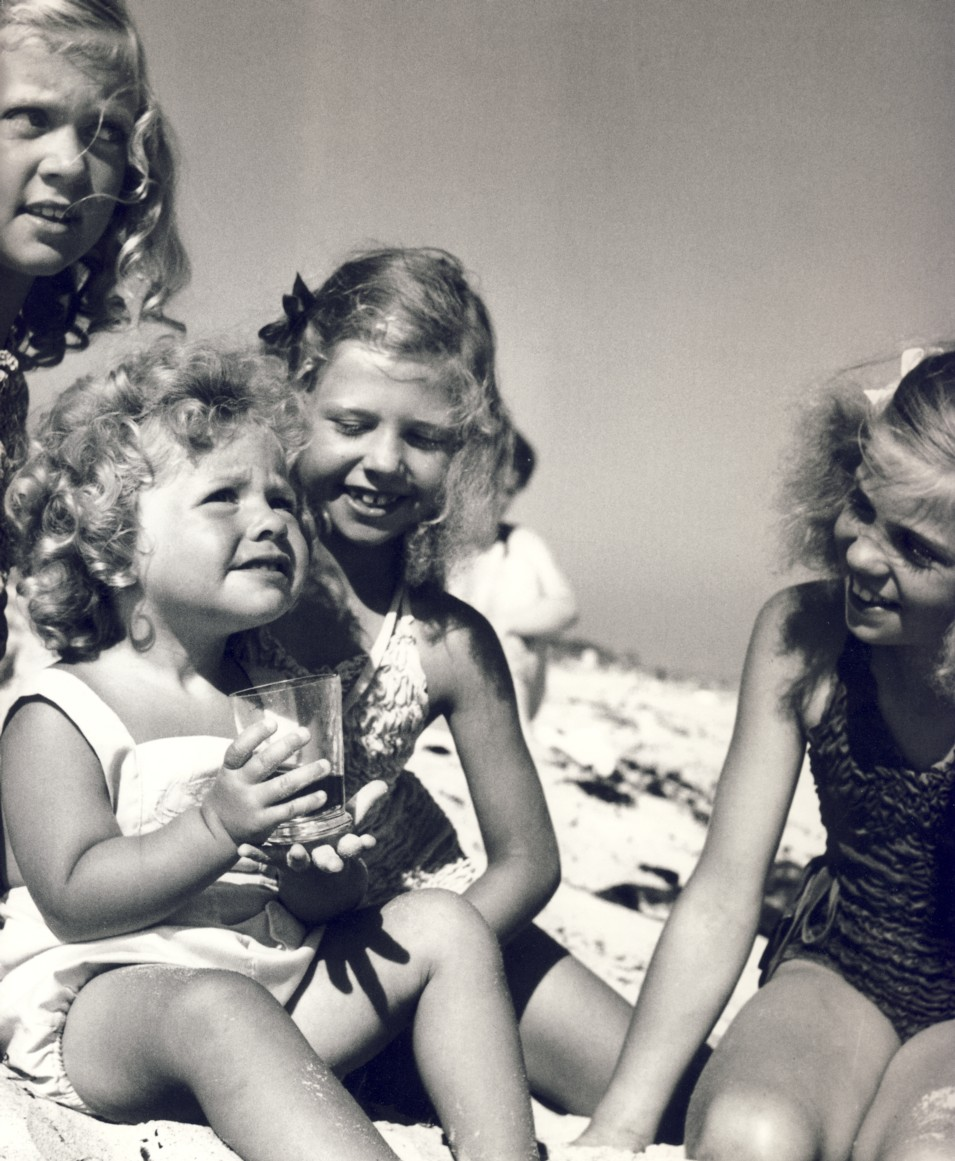
Lennart Nilsson: Sessorna på Haga, Birgitta, Christina (princezna), Desirée a Margaretha na Falsterbo, 1945
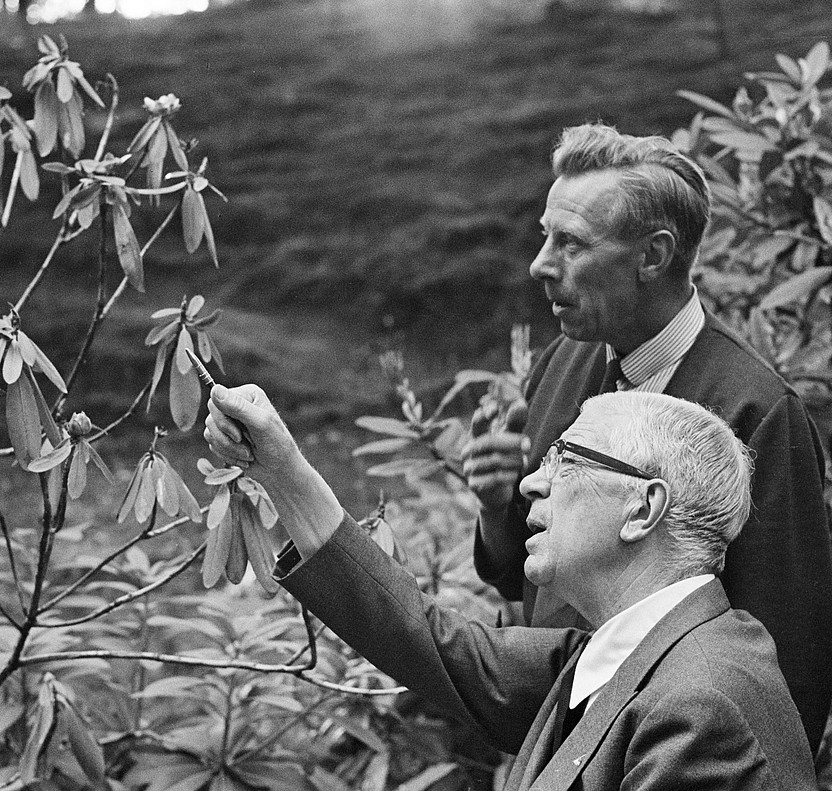
Erik Liljeroth: Gustav VI. Adolf se svým zahradníkem v Sofieru

### Dánsko

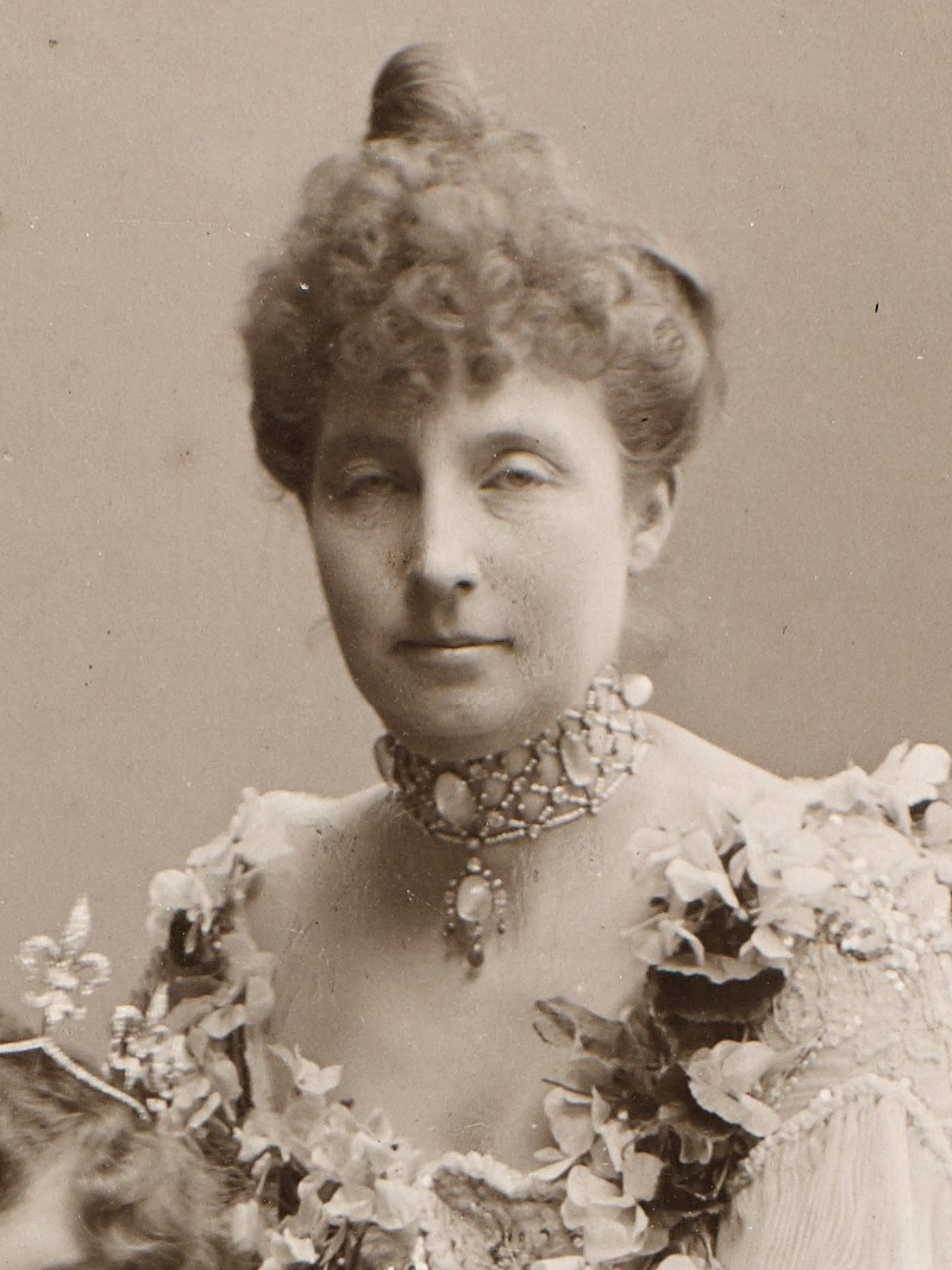
Carl Sonne: fotografie princezny Marie Orleánské

- Georg Emil Hansen (1833–1891) se stal dvorním fotografem asi v padesátých letech 19. století, fotografoval královské rodiny v Dánsku, Anglii, Rusku a Řecku. Byl zvláště úspěšný v prodeji dánské královské rodiny na carte de visite. Odhaduje se, že prodal až 37 000 výtisků mladé Princezny Alexandry, když se provdala za korunního prince Edwarda VII. v roce 1863.[15]
- Budtz Müller (1837–1884), průkopnický dánský fotograf se studiem Budtz Müller & Co. v Kodani, dvorní fotograf v Dánsku, Norsku a Švédsku
- Hansen, Schou & Weller ateliér
- Jens Petersen (1829–1905) byl jmenován dánským královským dvorním fotografem v dubnu 1864
- Frederikke Jakobine Federspiel (1839–1913) byla první profesionální fotografkou v Dánsku. Po mnoho let provozovala vlastní fotografický ateliér v Aalborgu a vždy držely krok s nejnovějším vývojem. Mezi její klienty patřily dánské princezny Marie Sofie Dánská a Alexandra, které zaujaly její smaltované fotografické šperky. Ty začala vyrábět v roce 1899, vkládala do nich fotografie pomocí přímého pozitivu vyrobeným fotoaparátem se čtyřmi objektivy. Upravila si zařízení, které dovezla ze Spojených států, aby si usnadnila práci. Šperky předvedla na Vánoční výstavě Kodaňské průmyslové asociace, kde přitáhly pozornost královské rodiny.
- Mary Steen (1856–1939) fotografovala královskou rodinu v Dánsku, ale také strávila nějaký čas v Londýně, kde fotografovala Královnu Viktorii.[16]
- Rigmor Mydtskovová (1925–2010) Fotograf for Hendes Majestæt Dronningen, známá především mnoha portréty královny Markéty a dalších členů dánské královské rodiny
- Rudolph Striegler (1816–1876) v roce 1861 jako dvorní fotograf získal medaili Ingenio et Arti.
- Christian Hedemann (1852–1932) se řadí mezi nejstarších dánské umělce, kteří emigrovali do největší vzdálenosti od domova. Ačkoli absolvoval vzdělání v Dánsku, Kodaň opustil v roce 1878 a usadil se na Havaji. Jeho pozoruhodné fotografie havajské královské rodiny a společenských elit zůstávají v archivu jako jedny z prvních obrazových dokumentů před připojením Havaje k USA.[17]
- Niels Edvard Sinding
- Harald Paetz (1837–1895) zastával funkci dvorního fotografa po roce 1865 až do své smrti v roce 1895.
- Carl Sonne (1845–1919) byl královským dvorním fotografem pro dánský, švédský a norský dvůr.
- Emil Hohlenberg
- Peter Elfelt (1866–1931) byl dvorním fotografem jmenován v roce 1901.[18] Jeho žákem a následníkem se ve 20. letech 20., století stal Poul Johansen.
- Bodil Hauschildtová (1861–1951), jedna z prvních profesionálních fotografek, provozovala studio v Ribe
- Ólafur Magnússon (1889–1954), král Kristián X. navštívil Island v roce 1921 a při této příležitosti byl Ólufur Magnússon jmenován královským dvorním fotografem.
- Leopold Albert
- Poul Johansen
- Klaus Møller (1993)
- Steen Brogaard (* 1961), pro dvůr pracoval asi od roku 1999.
- Steen Evald

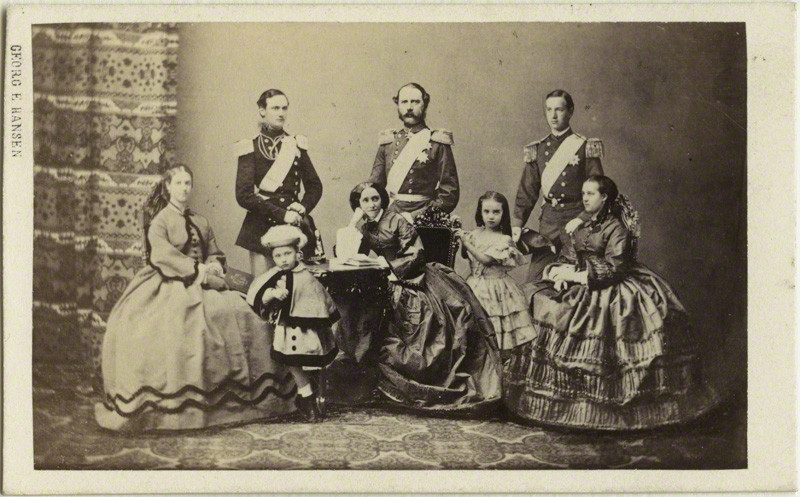
Georg Emil Hansen: Kristián IX. s rodinou, albuminová carte de visite, fotomontáž, 1862, 54 mm x 85 mm
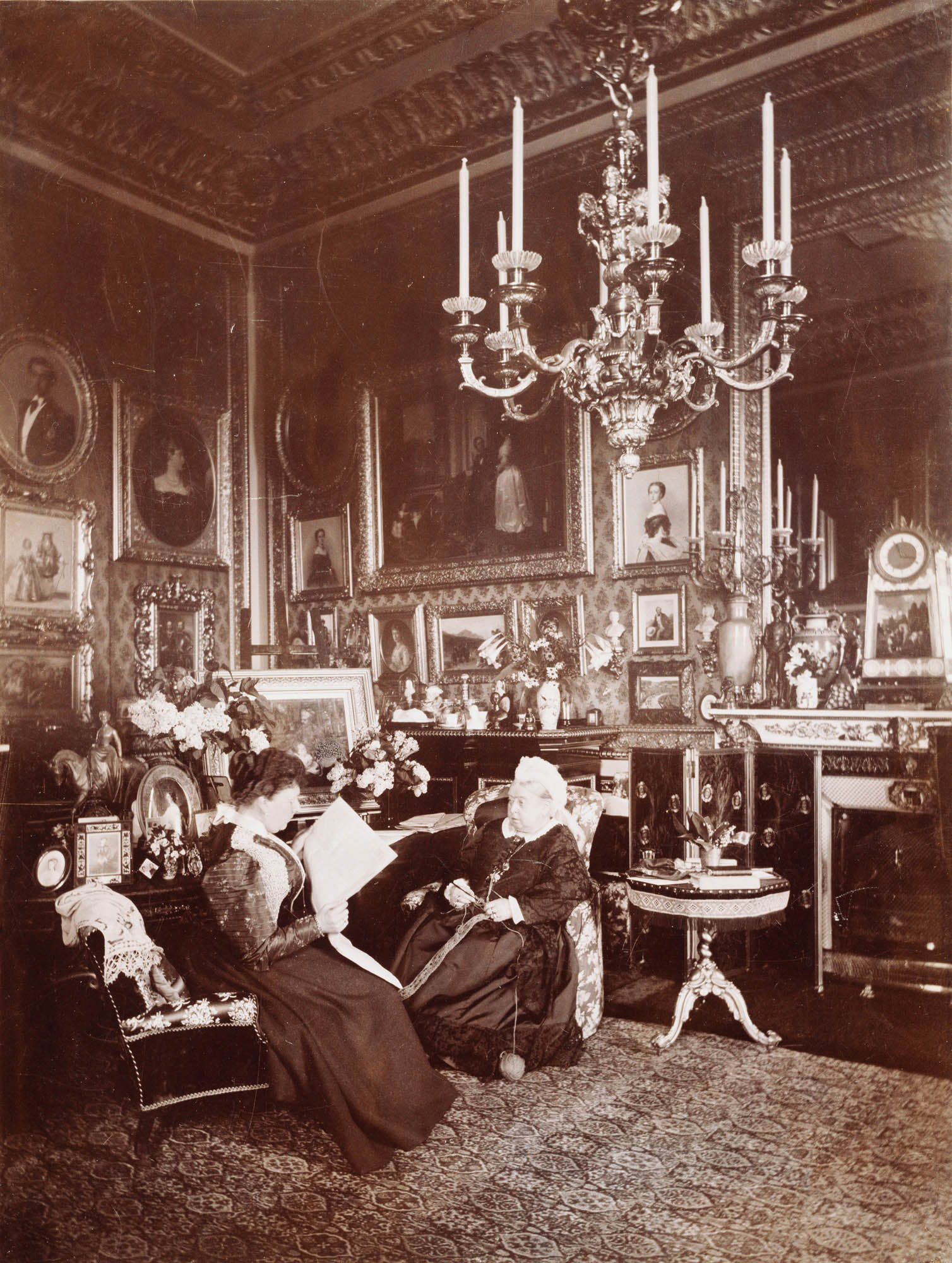
Mary Steen: Královna Viktorie s princeznou Beatrice, Windsor Castle (1895)

### Německo

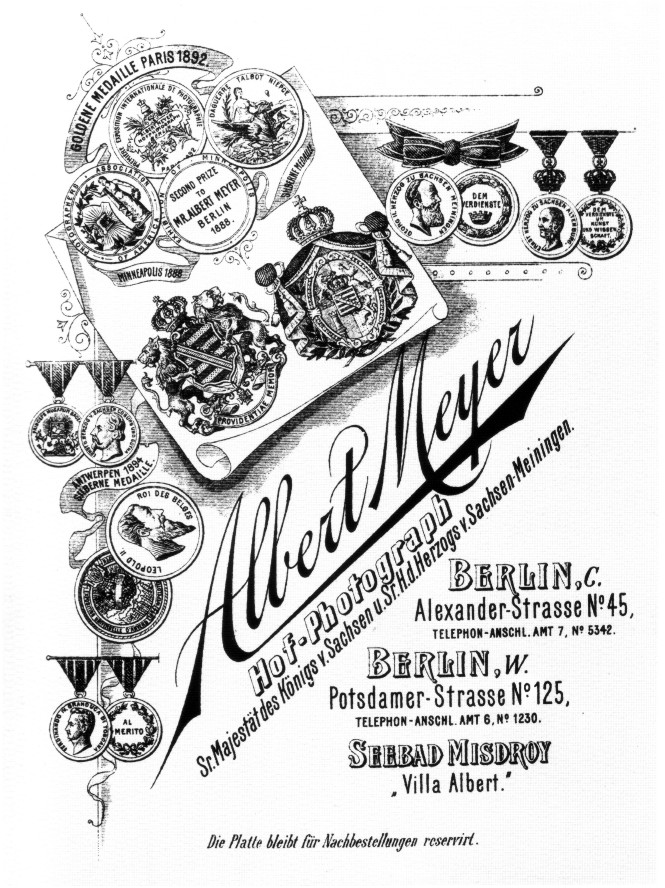
Zadní strana fotografie Alberta Meyera ozdobená tituly, 1896

- Emilie Bieber (1810–1884) byla průkopnická německá fotografka, která v Hamburku otevřela vlastní studio již v roce 1852.

- Joseph Albert (1825–1886) byl dvorním fotografem bavorského královského domu. Byl v roce 1857 jmenován dvorním fotografem bavorské královské rodiny a vrátil se do Mnichova. Portrétoval členy královské rodiny, zvláště krále Ludvíka II. Bavorského a dokumentoval řadu jejich stavebních projektů.[19][20]

- Alberto Henschel (1827–1882) byl německo-brazilský fotograf narozený v Berlíně s pobočkami s pobočkami v Pernambuco, Bahia, Rio de Janeiro a São Paulo. Získal titul Photographo da Casa Imperial (Fotograf královského domu), což mu umožňovalo fotografovat každodenní život královské monarchie v Brazílii během vlády Petra II. Brazilského, včetně jeho a jeho rodinných příslušníků.[21] Tento titul zvyšoval uznání jeho fotografií, ale také i jejich cenu.

- Albert Meyer (1857–1924) měl ve velkých německých městech řadu ateliérů a vlastnil několik dvorních titulů.[22] Titul Jeho Veličenstva krále Alberta Saského, Jeho Výsosti vévody Sasko-Meiningenského a počátkem roku 1903 získal titul dvorního fotografa Jeho Výsosti Vévody Sasko-Altenburského.[23] Byl také známý jako fotograf letních olympijských her v roce 1896 v Athénách, po skončení her uspořádal rozsáhlé rozesílání svých snímků. Vyráběl nákladné kožené desky s nápisem „Olympijské hry v Aténách 1896“, které obsahovaly 25–35 obrazových desek a byly doručovány řadě četných královských a knížecích domů. Tyto aktivity, podobné moderním PR akcím, si vysloužily pozornost a uznání.

- Franz Grainer (1871–1948) byl královský bavorský dvorní fotograf. Krátce po přelomu století vytvořil řadu portrétů dětí posledního korunního prince Bavorska, Rupprechta, zejména jeho prvorozeného syna Luitpolda; dále portrétoval syna Albrechta, který jako jediný z nich dosáhl dospělosti.

- Nicola Perscheid (1864–1930) byl v roce 1891 titulován „Královským saským dvorním fotografem“.[24] Portrétoval mimo jiné Alberta Saského a jeho bratra pozdějšího krále Jiřího I.

- James Buchanan Aurig (1857–1935) začal na počátku 20. století navštěvovat se svým fotoaparátem známé osobnosti města a portrétoval je. Od roku 1908 patřil k jeho zákazníkům i saský královský dvůr. Roku 1911 mu propůjčil král Fridrich August III. Saský titul „dvorní fotograf jeho výsosti“.

- Louis Held (1851–1927) počátkem roku 1905 vyfotografoval velkokněžnu Carolinu na jejím smrtelném loži a předal snímek berlínskému tisku. Velkovévoda Wilhelm Ernst byl touto nerozvážností tak pobouřen, že si nechal Helda povolat k sobě, plácl ho do obličeje a bil ho bičem. Held o svůj titul dvorního fotografa samozřejmě přišel a jeho nástupcem se stal Franz Vältl.

- Heinrich Hoffmann (1885–1957) byl německý fotograf a aktivní tvůrce nacistické propagandy. Jeho jméno je spojeno zejména s dlouhou řadou fotografií německého vůdce Adolfa Hitlera. Ve vlastním nakladatelství Heinrich Hoffmann. Verlag national-sozialistische Bilder vydal řadu knih oslavujících představitele vládnoucí strany. V roce 1920 vstoupil do NSDAP, nedlouho poté jej Adolf Hitler jmenoval svým osobním oficiálním fotografem. Hoffmann se stal Hitlerovým stálým společníkem a blízkým přítelem. Mezi roky 1920–1945 vytvořil více než 2,23 milionu záběrů vůdce. Jeho fotografie se objevovaly na poštovních známkách, pohledech, plakátech a obrázkových knihách. Během trvání třetí říše napsal řadu knih o německém vůdci, mezi které patří např. Hitler, jak ho neznáte (1933) a Jugend um Hitler (1934). V roce 1938 napsal knihy Hitler v Itálii, Hitler befreit Sudetenland a Hitler in seiner Heimat. Jeho poslední kniha – Das Antlitz des Führers byla publikována krátce před koncem druhé světové války. Díky autorským poplatkům z těchto děl Heinrich Hoffmann velmi zbohatl.

- Genja Jonas (1895–1938) v Anglii měla dovoleno fotografovat členy královské rodiny.

- Neue Photographische Gesellschaft (Nová fotografická společnost, NPG) byla německá fotografická firma, která existovala od roku 1894 do roku 1948. Byla jednou z nejznámějších a největších společností v oblasti produkce pohlednic, fotografií a stereofotografií. Vilém II. Pruský poděkoval NPG v samostatném dopise za velký počet císařských obrázků, které visely ve školách, kasárnách a ve veřejných budovách.

- Josef Heimhuber
- Louis Stüting
- Karl Liebhardt
- German Wolf
- Jacob Reichard (1841–???)
- Wilhelm Kuntzemüller (1845–1918), bádenský dvorní fotograf
- Jacques Pilartz
- Emil Bieber a Eugen Hamm
- Martin Balg
- Reichard & Lindner
- Friedrich Müller
- Carl Eberth (1882–1955)
- Hugo Thiele

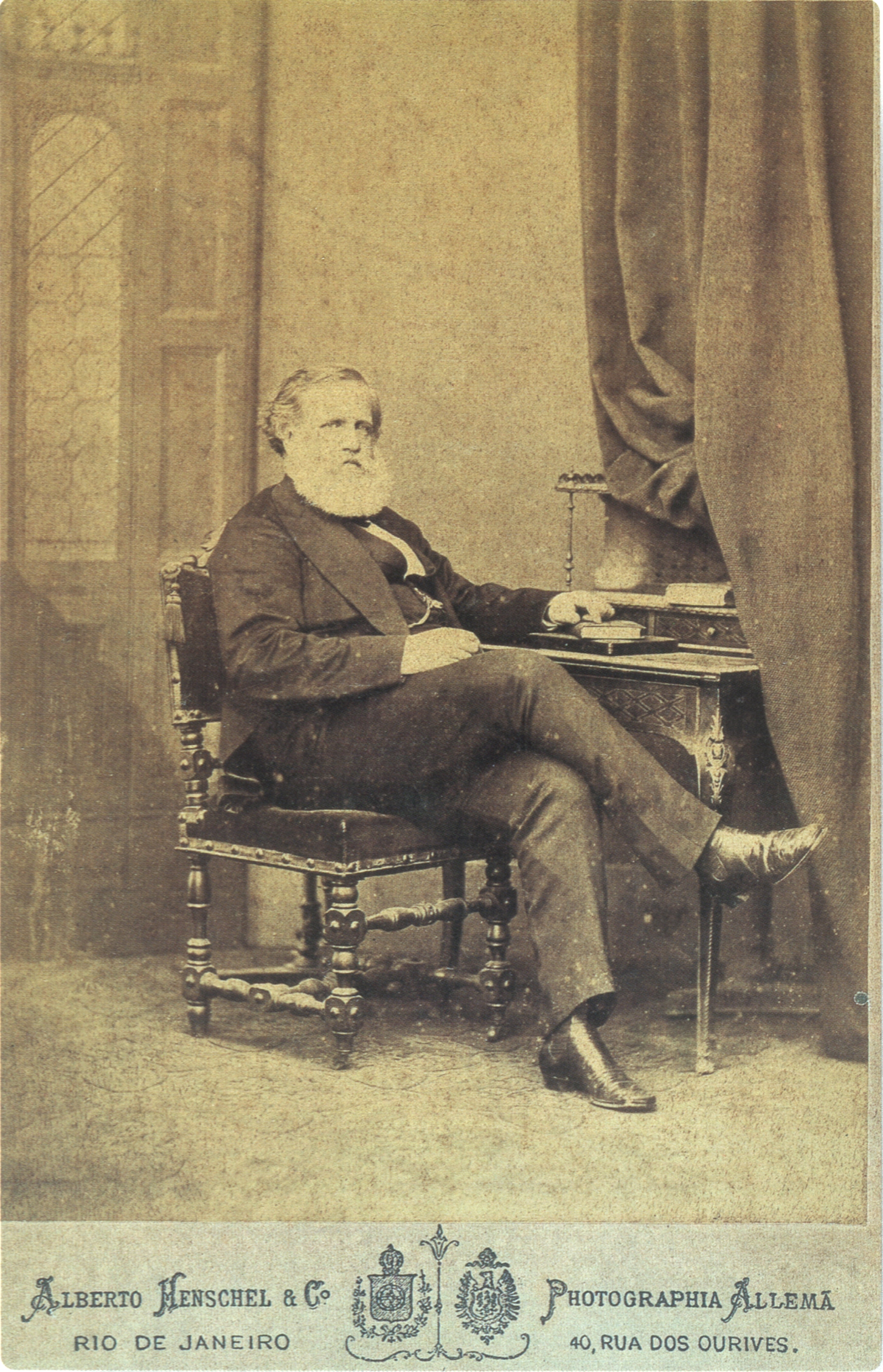
Alberto Henschel: Petr II. Brazilský, Rio de Janeiro, 1875
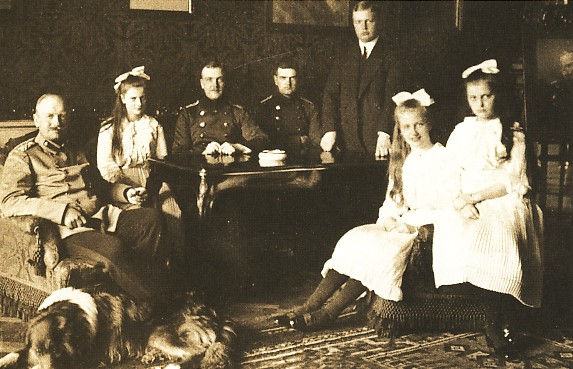
James Aurig: Král Friedrich August III. se svými dětmi
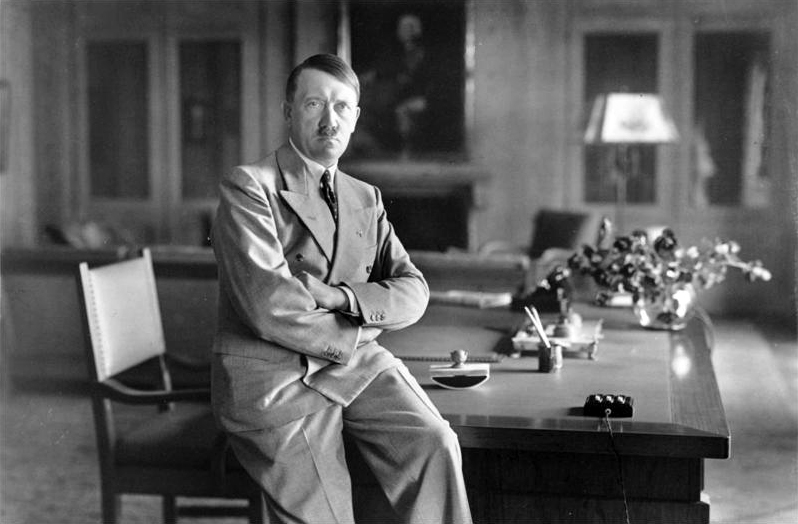
Heinrich Hoffmann: Adolf Hitler ve své pracovně, aranžovaný fotografický portrét
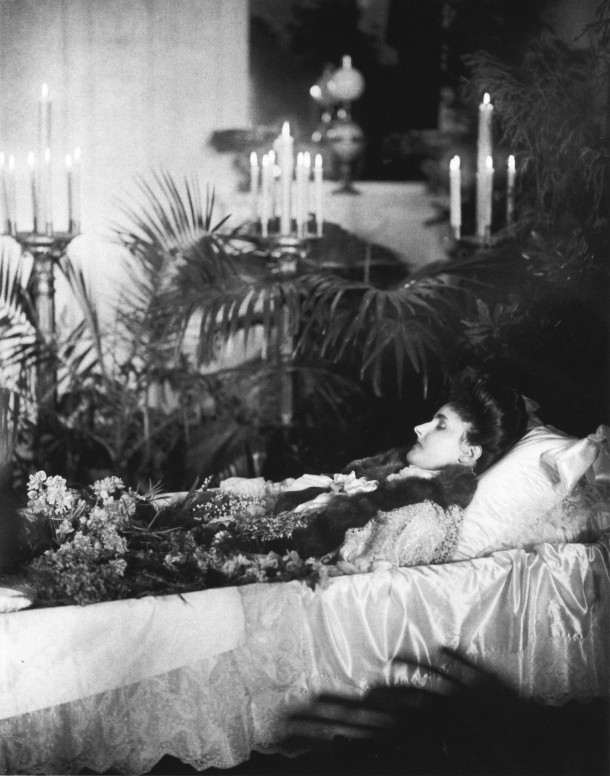
Louis Held: Velkokněžna Carolina na svém smrtelném loži, 1905

### Rakousko
- Alois Beer (1840–1916) byl rakouský c. a k. dvorní a námořní fotograf.
- Ludwig Angerer (1827–1879) byl rakousko-uherský fotograf, ve své době nejvýznamnější vídeňský fotograf společně s Emilem Rabendingem, Josefem Löwym a Victorem Angererem.[25] Ve Vídni zavedl fotografování na vizitkové formáty.[26] Dekretem ze dne 25. prosince 1860 byl jmenován c. k. dvorním fotografem. Novinář a fotograf Alois Nigg popsal jeho fotografický salón jako: „...tato budova je tak nákladná, vše je provedeno v palácovém stylu, odpovídá trendu haute volèe výrobce světelných obrazů..., studio má charakter fotografické vídeňské školy, je-li možné použít tento termín z oboru umění i v tomto případě... V prvním patře se nachází přijímací salón, pult a pracovna, v horní části vlastní ateliér...“
- Josef Löwy (1834–1902) byl rakousko-uherský c. k. malíř a fotograf původem ze Slovenska.
- Wilhelm J. Burger se stal císařsko-královským fotografem v roce 1871.
- Fritz Luckhardt
- Franz Josef Böhm

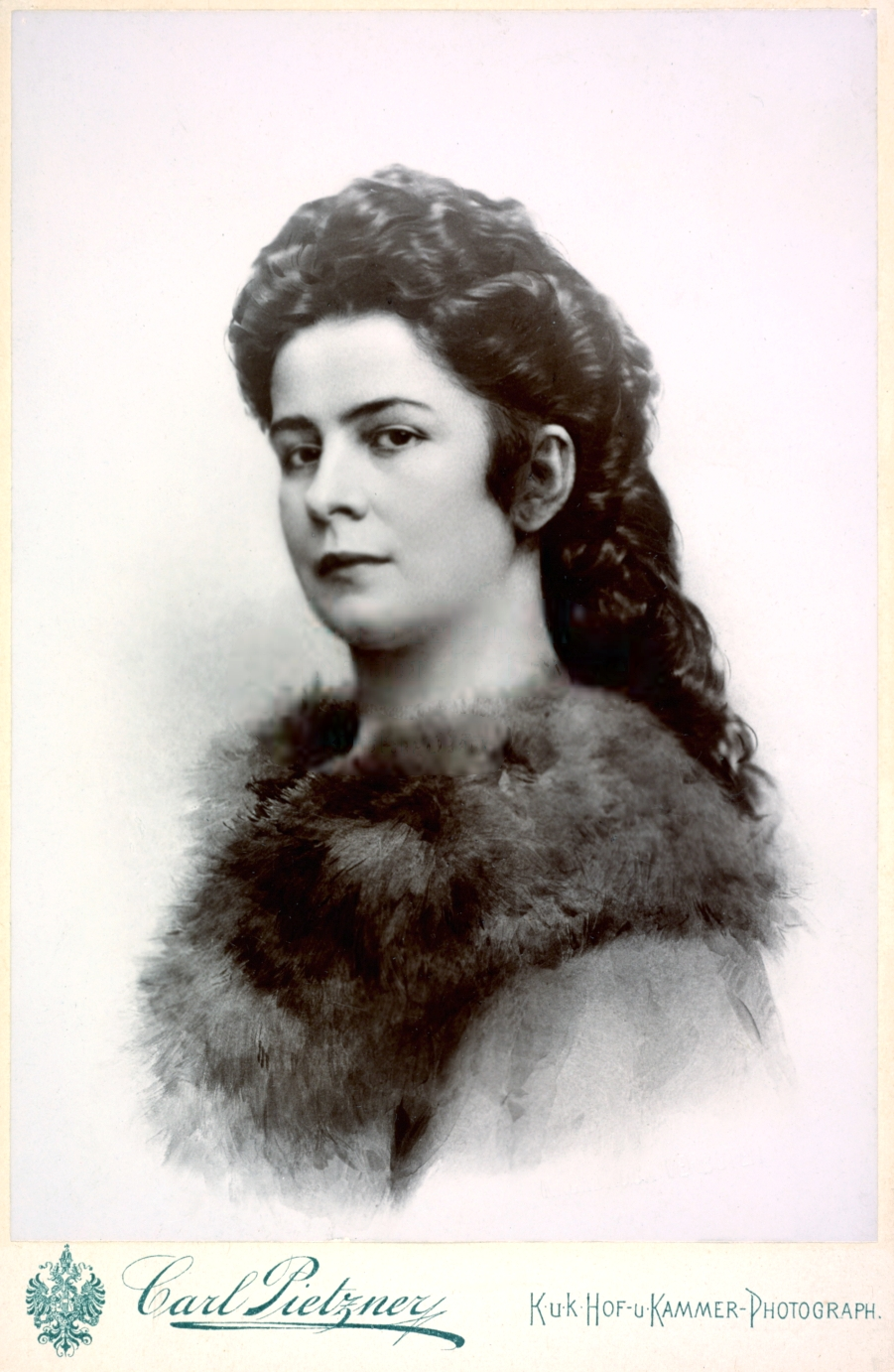
Ludwig Angerer: císařovna Alžběta Bavorská (foto vydal Carl Pietzner)

### Francie
- Antoine Claudet (1797–1867) obdržel mnoho vyznamenání, mezi něž patří také jmenování dvorním fotografem královny Viktorie v roce 1853 a o deset let později uznání Napoleona III.[27]
- Gustave Le Gray (1820–1884) byl oficiálním fotografem císaře Napoleona III. a císařské rodiny.
- Alphonse Bernoud (1820–1889) byl jmenován dvorním fotografem Bourbonů v Neapoli a posléze rodu Savojských.
- Frédéric Martens (1806 Itálie – 1885 Francie)
- André-Adolphe-Eugène Disdéri (1819–1889) v květnu 1859 vyfotografoval ve svém ateliéru císaře Napoleona III, který kvůli fotografování přerušil svou cestu do války.[28] Disdériho vynález – takzvané carte de visite – se staly ve své době velmi populární. Ještě větší popularitu získaly vizitky poté, když se nechala vyfotografovat celá královská rodina v Londýně. Během tří měsíců se prodalo 70 000 fotografických vizitek a údajně jich bylo vyrobeno ještě 200 000 dalších.[29] Císař Napoleon III. po čase jmenoval Disdériho svým dvorním fotografem a zajistil mu tak jisté příjmy.

- Léon Crémière (1831–1913) se v roce 1866 stal dvorním fotografem Napoleona III.
- Alphonse Liébert (1827–1913) portrétoval císaře Petra II. Brazilského
- Eugène Pirou (1841–1909) fotografoval francouzské prezidenty své doby, jako byli například Armand Fallières nebo Émile Loubet.
- Pierre Louis Pierson (1822–1913) byl nositelem titulu Fotograf jeho veličenstva císaře Napoleona III.[30]
- Stanislaus Julian Walery[31][32] (1863–1935[33]) mezi jinými portrétoval druhého a posledního brazilského císaře Petra II. Brazilského.
- Marcelin Flandrin (1889 Annaba, Alžírsko – 1957 Casablanca, Maroko) byl francouzský fotograf působící v Maroku, kde byl oficiálním fotografem královské rodiny, v roce 1926 fotografoval oficiální návštěvu marockého sultána ve Francii.[34]
- Gisèle Freund (1908 Berlín – 2000 Paříž) byla v roce 1981 vybrána k pořízení oficiálního portrétu francouzského prezidenta François Mitterranda.

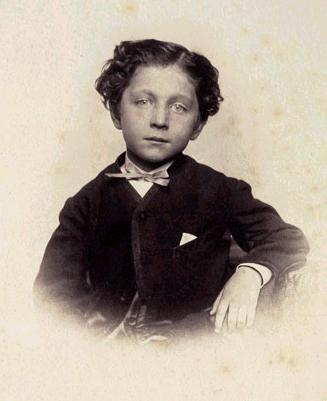
André-Adolphe-Eugène Disdéri: Louis Napoléon Bonaparte (Le prince impérial), 1864
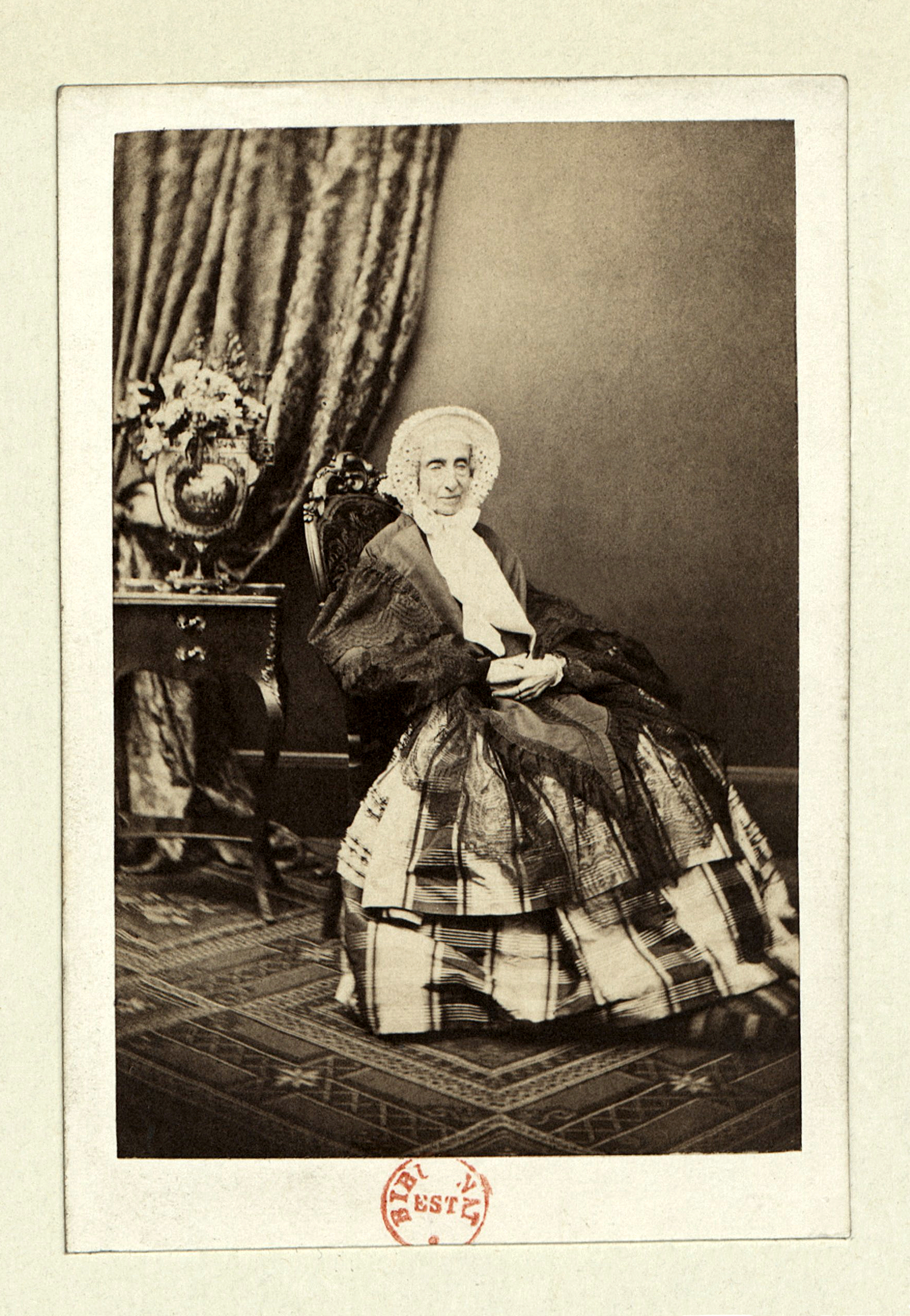
Antoine Claudet: Francouzská královna Marie Amálie Neapolsko-Sicilská (1782–1866)
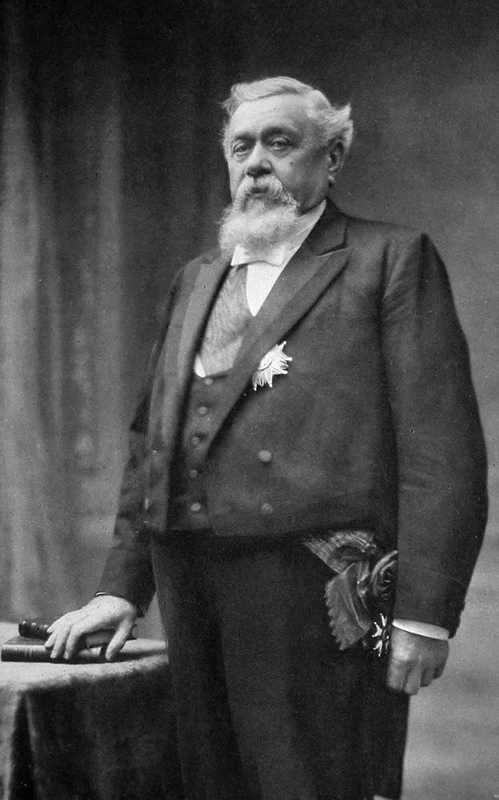
Eugène Pirou: Prezident Armand Fallières
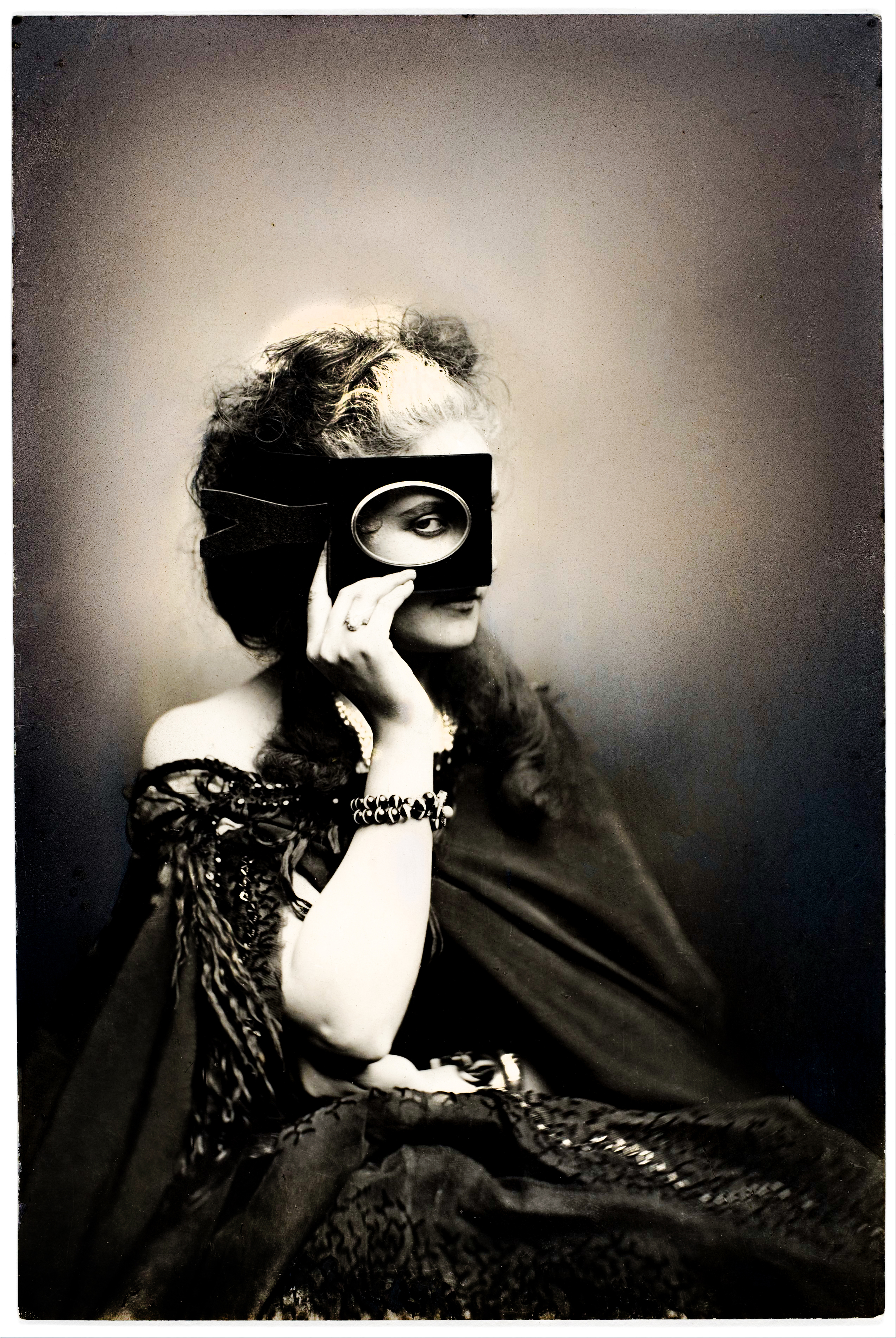
Pierre Louis Pierson: Hraběnka Virginia Oldoini, asi 1863/66
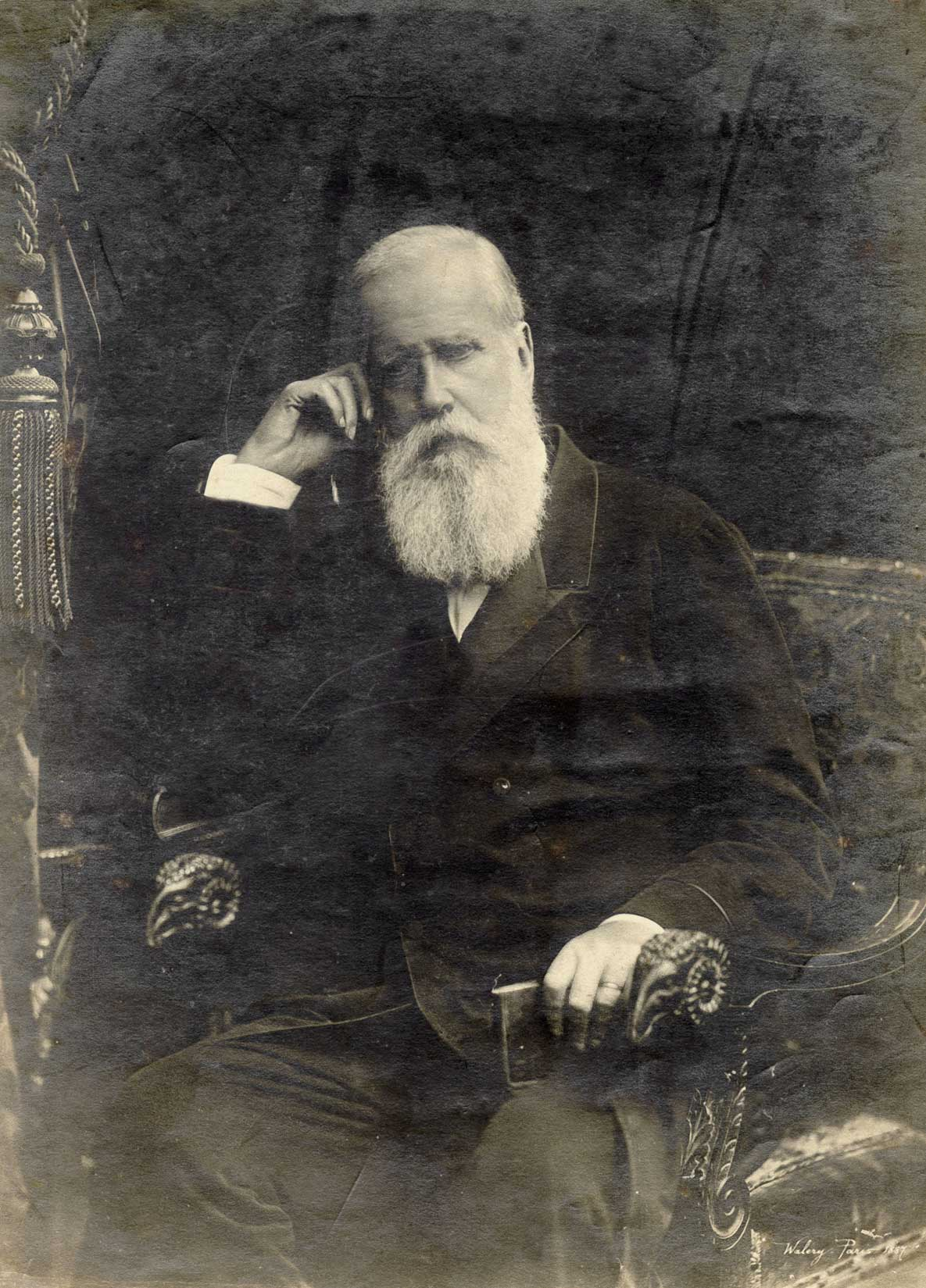
Lucien Walery: Brazilský císař Petr II. Brazilský (1825–1891) v Paříži, 1887

### Itálie
- Alessandro Duroni (1807–1870) byl italský portrétní fotograf nejznámější díky svým portrétům Giuseppe Garibaldiho a krále Viktora Emanuela II.
- Luigi Montabone (?–1877) fotografoval italského i španělského krále a jeho kariéra vyvrcholila otevřením několika fotografických ateliérů v Římě, Florencii, Turíně a Miláně.
- Bratři Alessandriové, Antonio (1818–1893) a Francesco Paolo (1824–1889) provozovali vlastní fotografický ateliér v Římě pod jménem Fratelli d'Alessandri. Patří mezi nejvýznamnější v Itálii doby 19. století a představuje významnou část v historii italské fotografie. Oba bratři získali povolení ke vstupu do Vatikánu, aby pořídili portréty papeže Pia IX. a jeho dvora. Sláva dvou fotografů se šířila mezi římskou šlechtou a vysokými preláty. V seznamu zákazníků se objevili králové Neapole v exilu a brzy začaly přicházet žádosti ze zahraničí.
- Carlo Naya (1816–1882 Benátky) byl italský fotograf známý svými výtvarnými obrazy Benátek, pohledů na město a na každodenní život v něm. Nesl titul oficiální dvorní fotograf italského krále Viktora Emanuela II.[35]
- Studio Sommer and Behles (aktivní 1867–1874) vlastnili němečtí fotografové Giorgio Sommer (1834–1914) a Edmund Behles (1841–1924). Studio se nacházelo v Římě a pobočku mělo v Neapoli, Sommer byl jmenován oficiálním fotografem Viktora Emanuela II. – prvního krále sjednocené Itálie.
- Giuseppe Incorpora

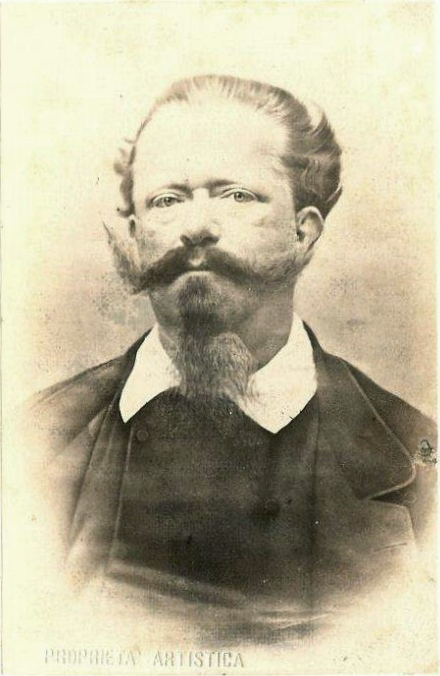
Alessandro Duroni: Viktor Emanuel II. Sardinsko-piemontský král a Italský král
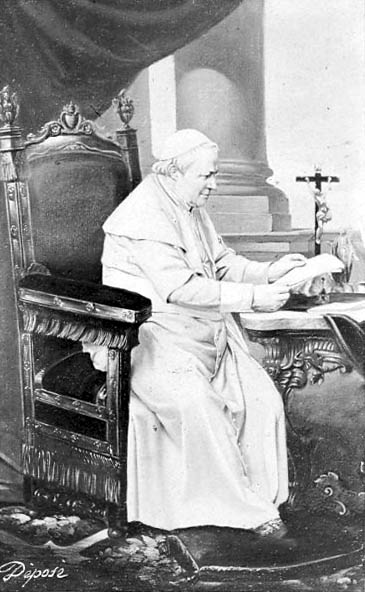
Bratři Alessandriové: Pius IX.
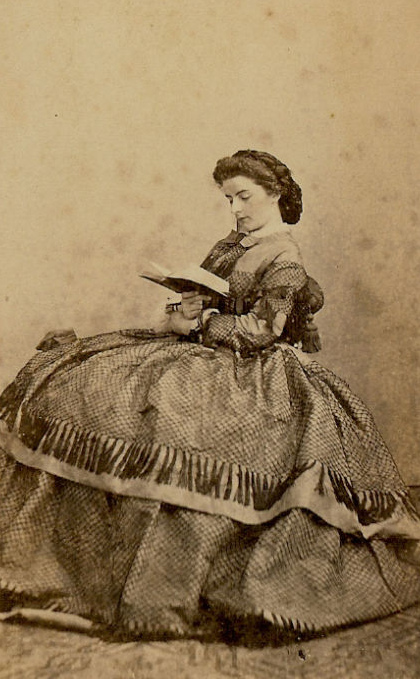
Bratři Alessandriové: Marie Žofie Amálie Bavorská, bavorská princezna a poslední královna obojí Sicílie
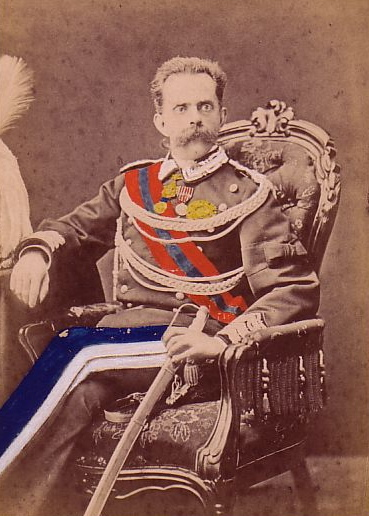
Luigi Montabone: Umberto I. Dobrý, italský král

### Spojené království a Irsko

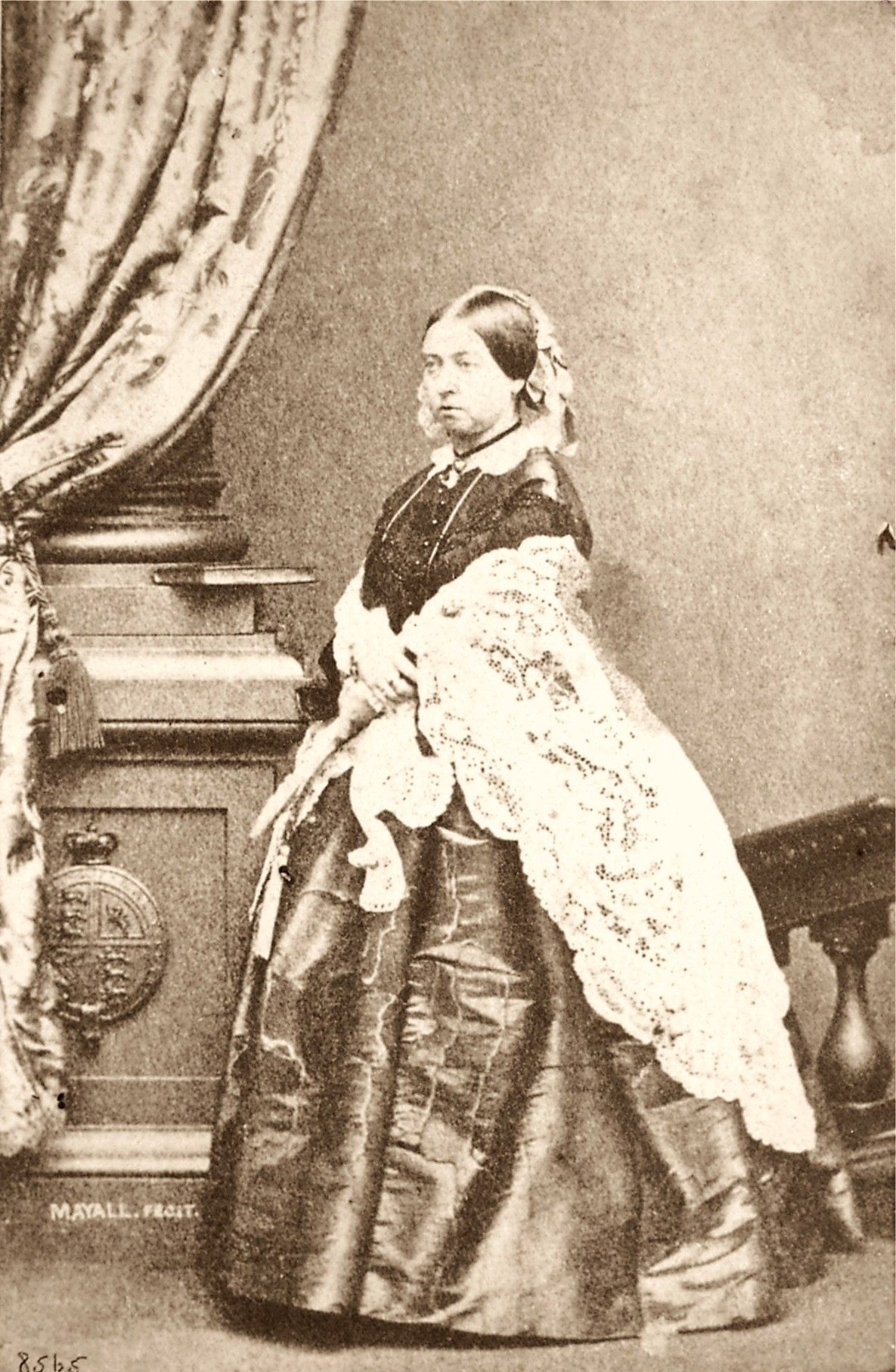
John Jabez Edwin Mayall: Královna Viktorie, jedna z prvních královských fotografických vizitek

- John Jabez Edwin Mayall (1813–1901) byl anglický portrétní fotograf, který v roce 1860 pořídil první fotografii carte de visite královny Viktorie.[36] V březnu 1861 byl pověřen, aby pořídil dvojportrét královského páru. Albert však několik měsíců poté zemřel (v prosinci 1861) a tato událost vyvolala poptávku veřejnosti po portrétech královské rodiny na fotografických vizitkách. Nákupem těchto snímků veřejnost demonstrovala své sympatie a podílela se na podobě veřejného smutku.

- William Downey (1829–1915)[37] byl významný portrétní fotograf v období viktoriánského Londýna. Od 60. let 19. století do roku 1910 provozoval se svým bratrem Danielem fotografické studio W. & D. Downey a byl znám jako fotograf britské královské rodiny. Jejich první královské pověření se vztahovalo na fotografie pro královnu Viktorii během katastrofy dolu Hartley v Northumberlandu v lednu 1862. V roce 1863 otevřeli studio na Eldon Square v Newcastlu. Ve stejném roce William si zařídil studio ve Westminsterském paláci a portrétoval každého poslance dne. Umístění výsledných fotografií však dodnes (2005)  není známo.[38] William Downey se v roce 1872 přestěhoval na Ebury Street 57 a 61 v Londýně, kde otevřel další studia, jeho bratr řídil pobočku v Newcastlu. Studio v Londýně se těšilo podpoře královny Viktorie a Eduarda VII., které portrétoval na zámku Balmoral a Frogmore během 60. let 19. století. Jeho prvním královským obrazem byla Alexandra Dánská během zemědělské výstavy v Yorku asi v roce 1865. Fotostudio také produkovalo kultovní portrétní carte-de-visite princezny z Walesu a princezny Louisy. Studio obdrželo královské oprávnění v roce 1879.

| „ | Pamatuji si Downeysovy docela dobře - byl to otec se synem. "Starý" Downey byl velmi vysoký starý muž s dlouhým bílým vousem a velmi červenýma lemovanýma očima. Vždy nosil dlouhý kabát s červenou stuhou zasunutou v knoflíkové dírce, a měl vzezření jako důstojný starý džentlmen, ke kterému se titul královských poct velmi dobře hodil. Bylo považováno za velkou čest být fotografován samotným "starým" Downeym. Nikdy „nebral“ nikoho nižšího, než jednu z princezen, nebo možná ještě vévodkyni, to když se cítil v náladě. Jeho personál s ním zacházel jako by to byl někdo z královské rodiny. | “ |

- James Lafayette (1853–1923) byl portrétním fotografem v době krále Eduarda, v roce 1887 se stal prvním irským fotografem, který získal titul „dvorní fotograf“.[39]

- Alexander Bassano (1829–1913) vlastnil studio na londýnské Old Bond Street, které bylo vyzdobeno uhlotiskovými fotografickými tisky a sádrovými bustami a bylo dost velké na to, aby v něm mohlo být skoro 25 metrů velké panoramatické malované pozadí se zobrazenými scénami namontované na kolečkách, a který poskytovalo řadu venkovních scén nebo oficiálních pozadí. Pořídil portréty například Williama Gladstona nebo královny Viktorie.

- Fotografové společnosti Hills & Saunders portrétovali členy královské rodiny, portrétovali například princezny Beatrix Sasko-Koburskou, princezny Viktorii, Alžbětu, Irenu a Alix Hesenské.

- Joshua Benoliel (1873–1932) byl britský fotožurnalista, který žil většinu svého života v Portugalsku a působil také jako oficiální dvorní fotograf krále Karla I. Portugalského.

- Alice Mary Hughes (1857–1939) byla anglická portrétní fotografka. V Londýně provozovala fotografické studio, mezi fotografované patří například Marie z Tecku nebo Alexandra Dánská.

- Richard N. Speaight (1875–1938)

- Albert Watson (*1942)

- John Thomson (1837–1921) byl skotský průkopník fotografie, geografie a cestovatel. V Bangkoku v září 1865 začal pracovat na sérii fotografií Krále Mongkuta Siamského a dalších vysoce postavených členů královského dvora a vlády.

- Mario Testino (1954, Peru)

- Carl Vandyk (1851–1931) byl významný londýnský fotograf[40] narozený v německém Bunde. Od roku 1882 vlastnil fotografické studio na Gloucester Road a fotografoval britskou královskou rodinu včetně královny Viktorie, krále Jiřího V., stejně jako další významné osobnosti, jako byli Alexander I. Jugoslávský nebo Kristián X.[41][42] Od roku 1901 přestěhoval studio na Buckingham Palace Road v Londýně.[43]

- Anwar Hussein byl britský fotoreportér a spisovatel narozený v Tanganice. V roce 2016 se stal nejdéle sloužícím fotografem britské královské rodiny a královny Alžběty II. Změnil vnímání královské rodiny focením příležitostných fotografií namísto formální portrétní fotografie.[1] Alžběta II. a Královna matka použily jeho fotografie na vánoční přání. Dva z Husseinových synů se stali královskými fotografy pracujícími nezávisle na něm. Samir a Zak často doprovází na cestách prince Williama a princeznu Kate.[44][45]

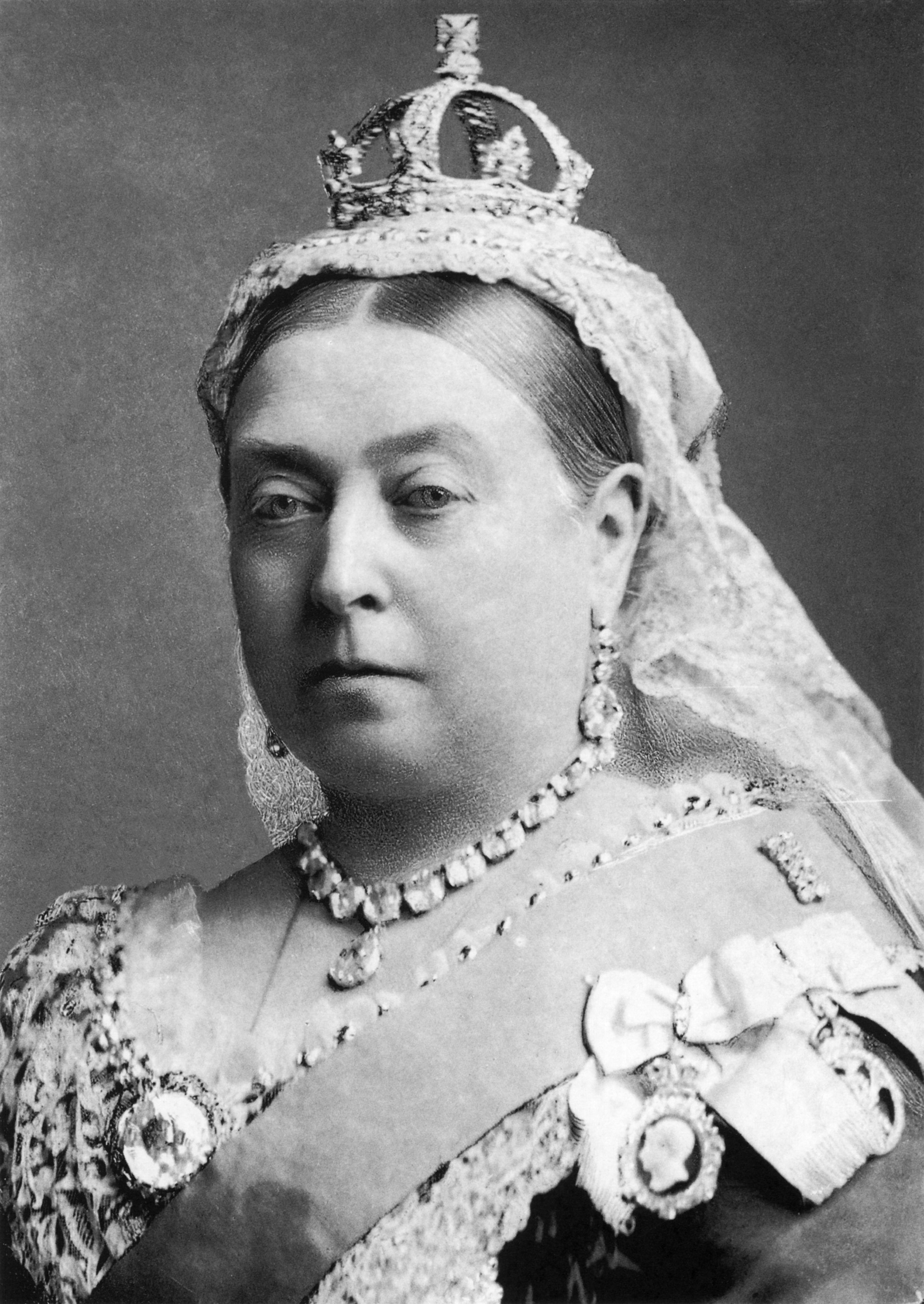
Alexander Bassano: Královna Viktorie
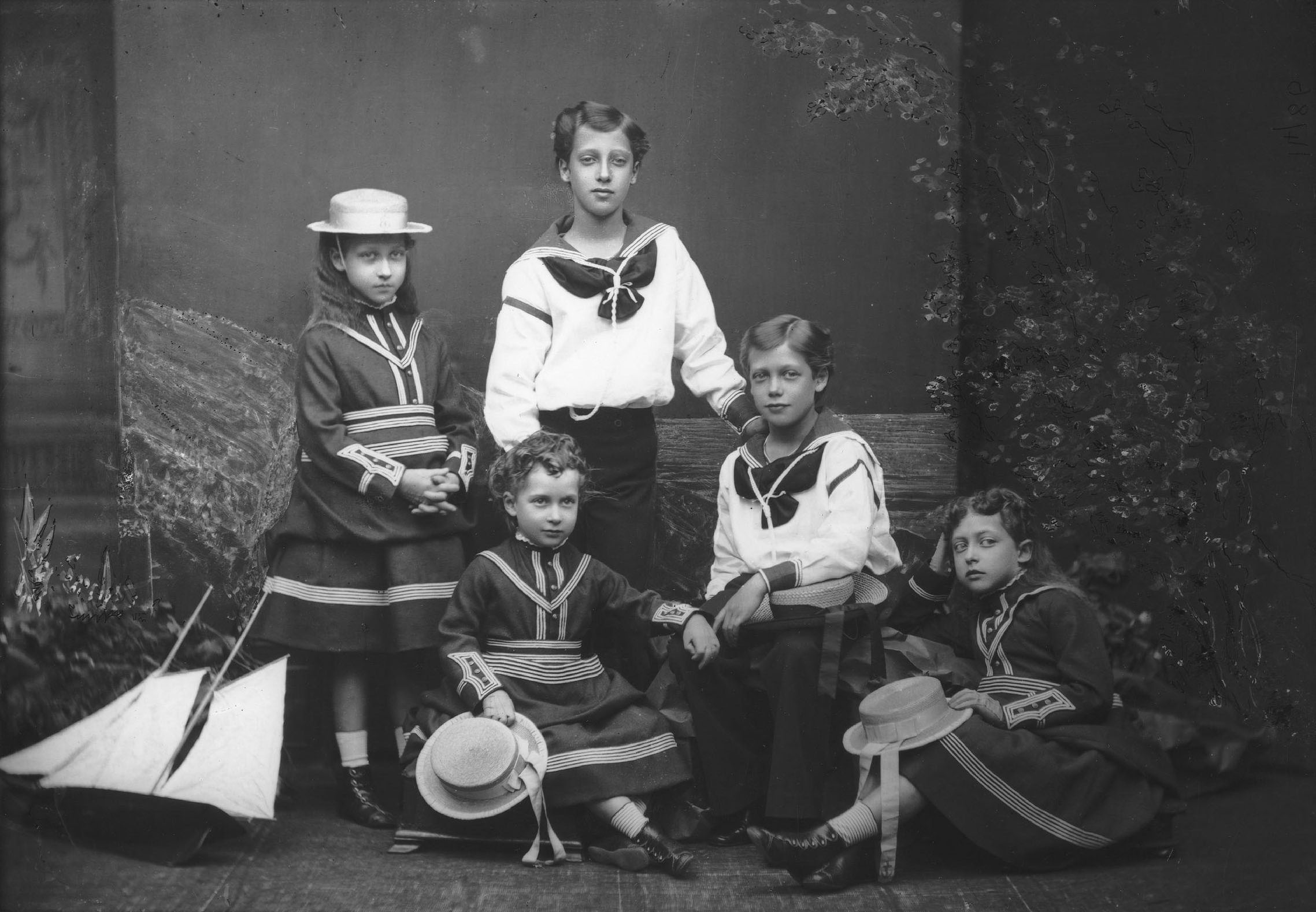
Alexander Bassano: Děti z královské rodiny
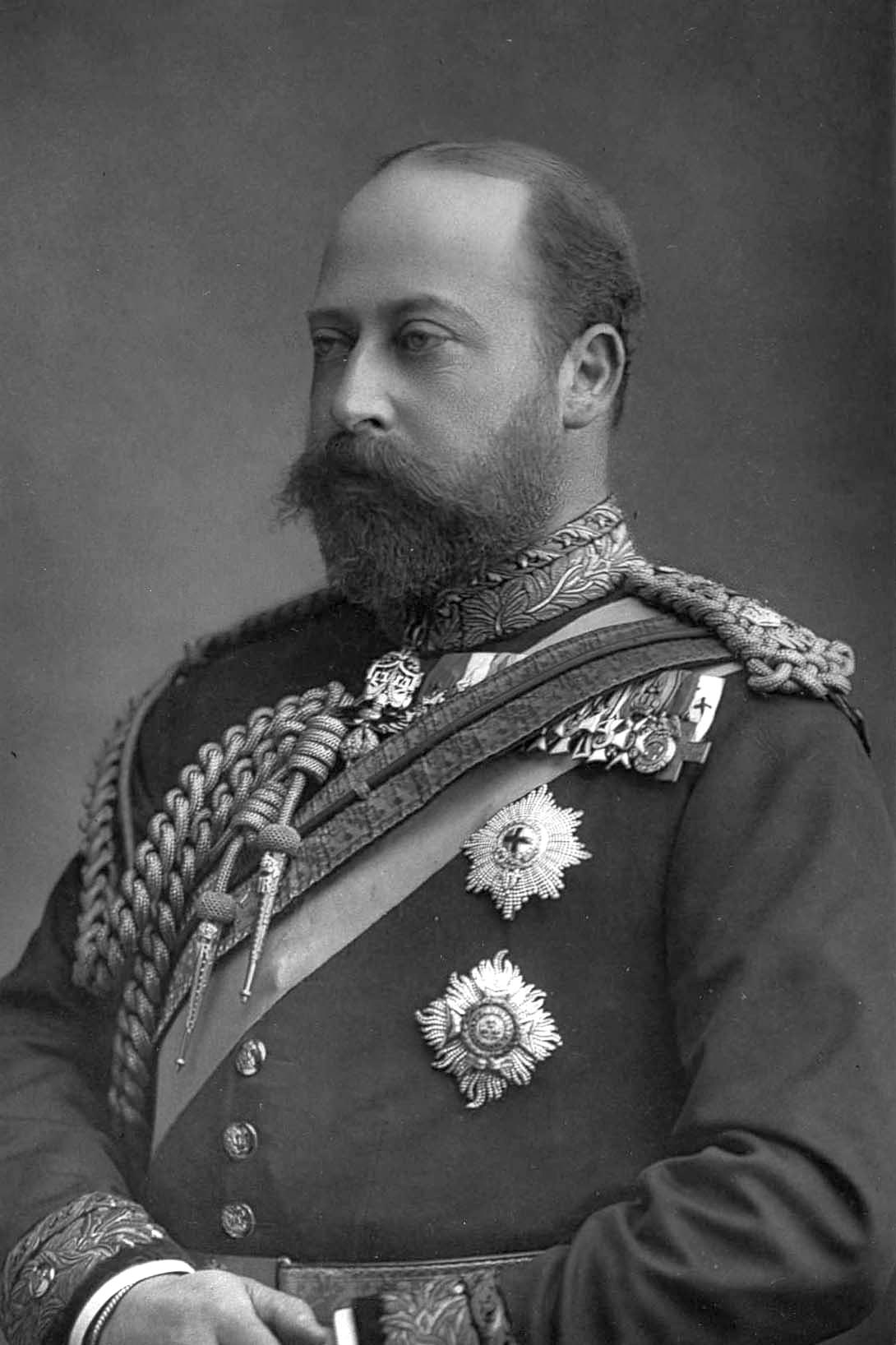
William Downey: Eduard VII. jako Prince of Wales
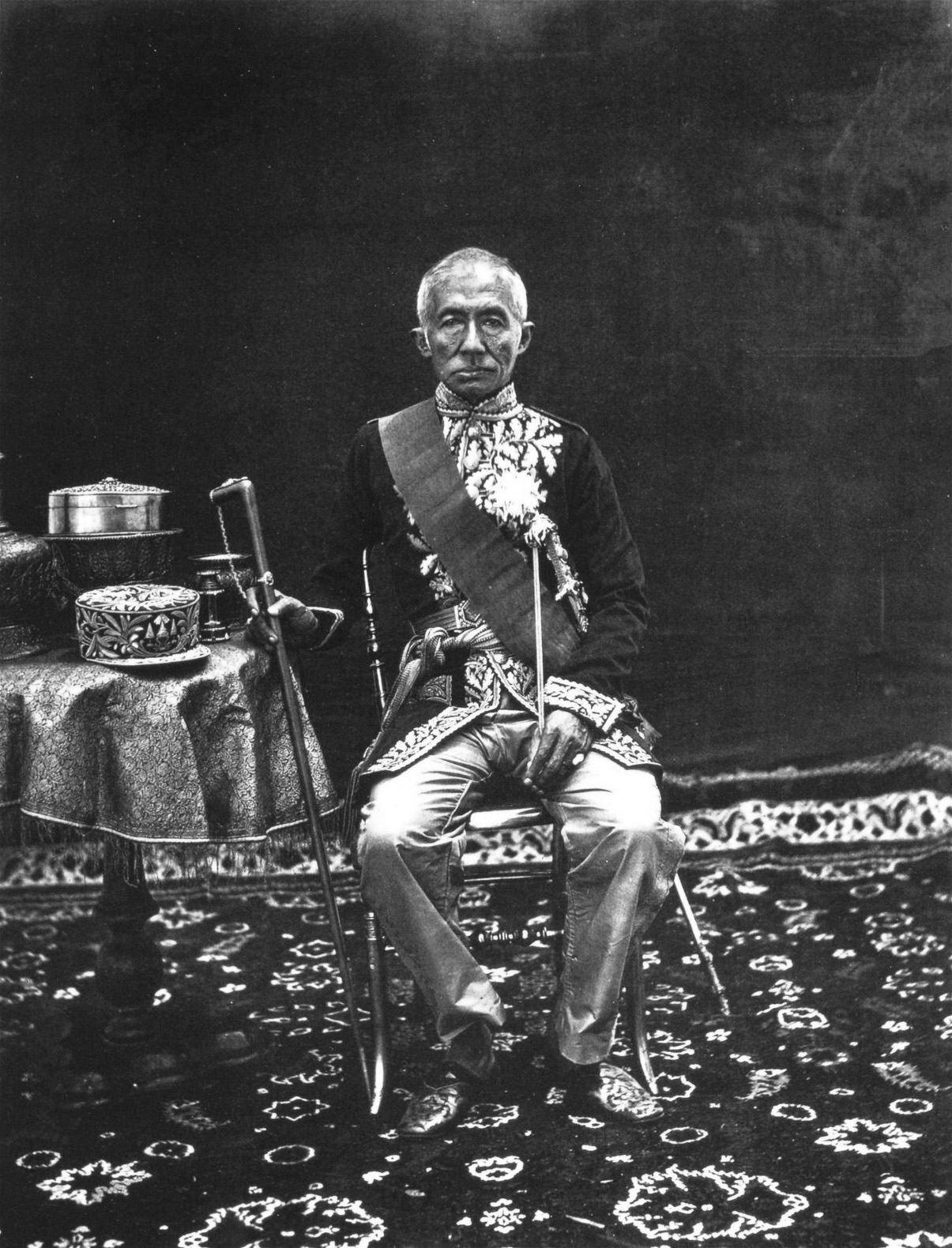
John Thomson: Král Mongkut Siamský, Bangkok (v evropském obleku), 1865–1866
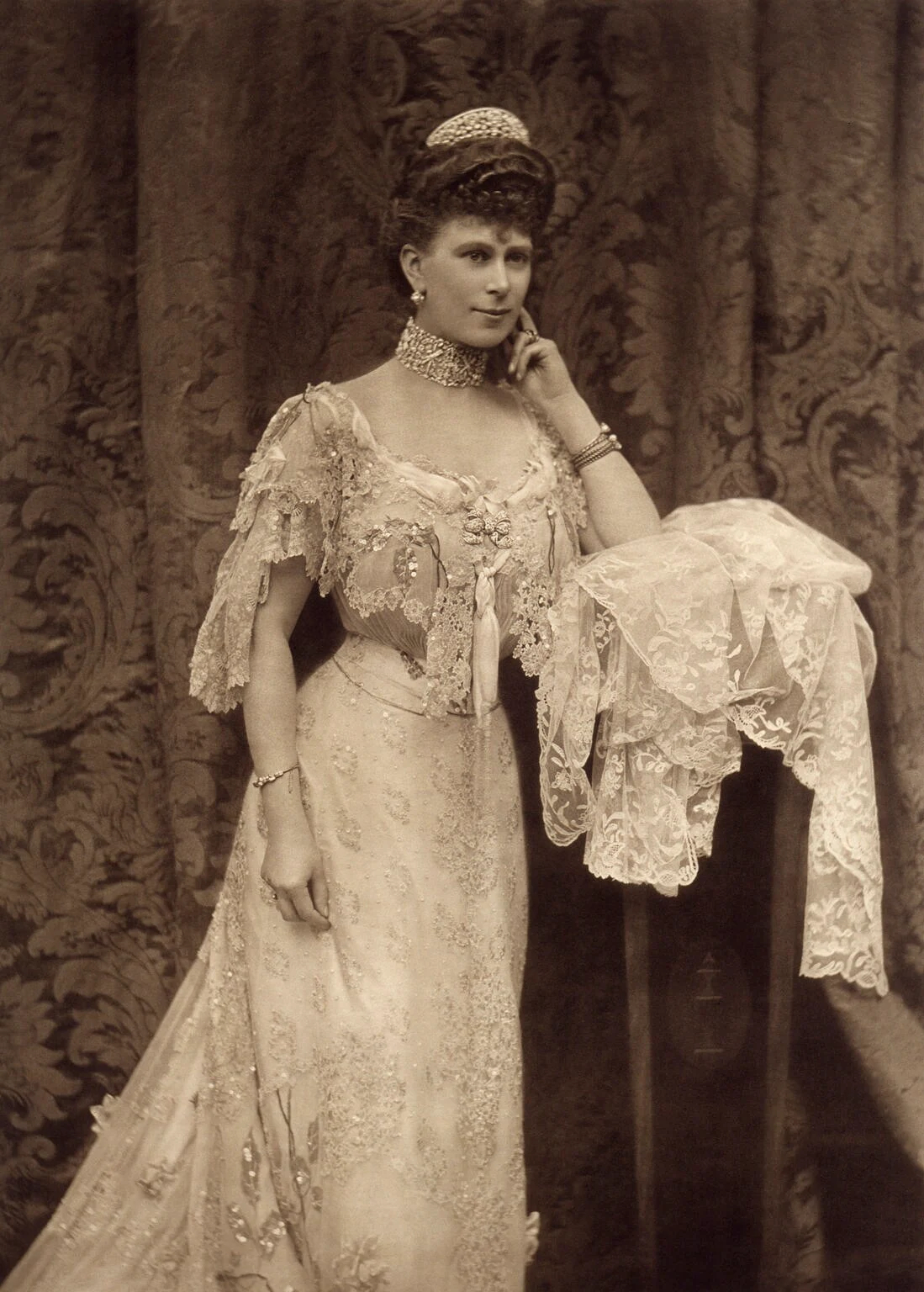
Alice Hughes: Marie z Tecku, 1905
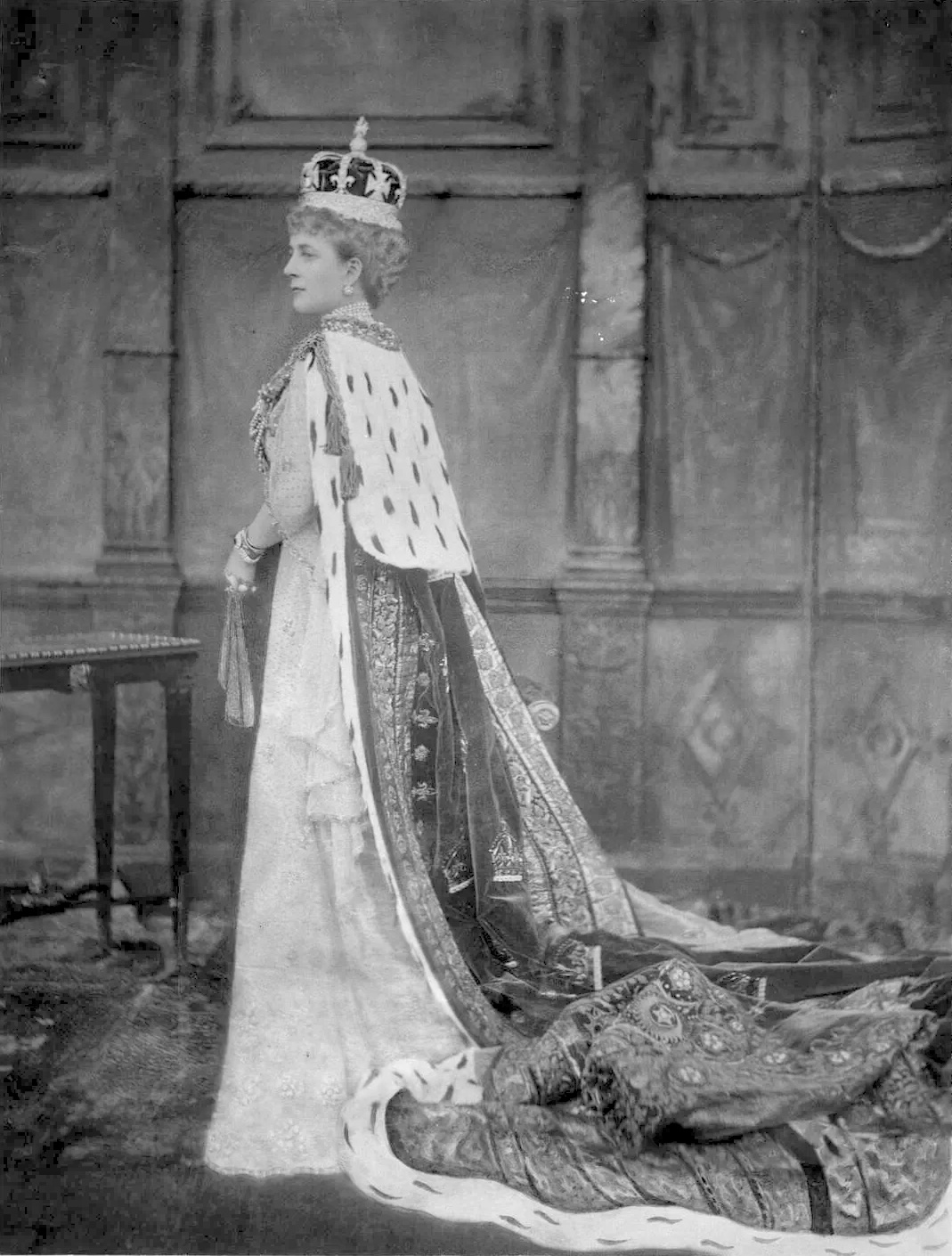
Alice Hughes: Alexandra Dánská, 1902

### Skotsko
- George Washington Wilson se etabloval jako jeden z předních skotských fotografů pracující pro Královnu Viktorii a prince Alberta v roce 1860. Na počátku uzavřel smlouvu na fotografování královské rodiny a zároveň fotodokumentaci budování hradu Balmoral již v období 1854–1855.

### Nizozemsko
- Adriaan Boer (1875–1940) fotografoval nizozemskou královskou rodinu
- Albert Greiner (1833–1890)
- Herman Deutmann (1870–1926)
- Franz Ziegler (1893–1939)
- Goedeljee
- Willem van de Poll (1895–1970)
- Friedrich Julius von Kolkow (1839–1914)
- Franz Wilhelm Heinrich Deutmann (1840–1906)
- Max Koot (1917–1991)
- Maurits Verveer (1817–1903)
- Adolphe Zimmermans (1858–1922)
- Koos Breukel (* 1962)

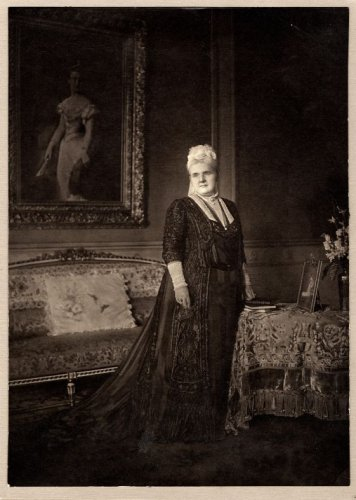
Adriaan Boer: Emma Waldecko-Pyrmontská, oficiální portrét nizozemské královny
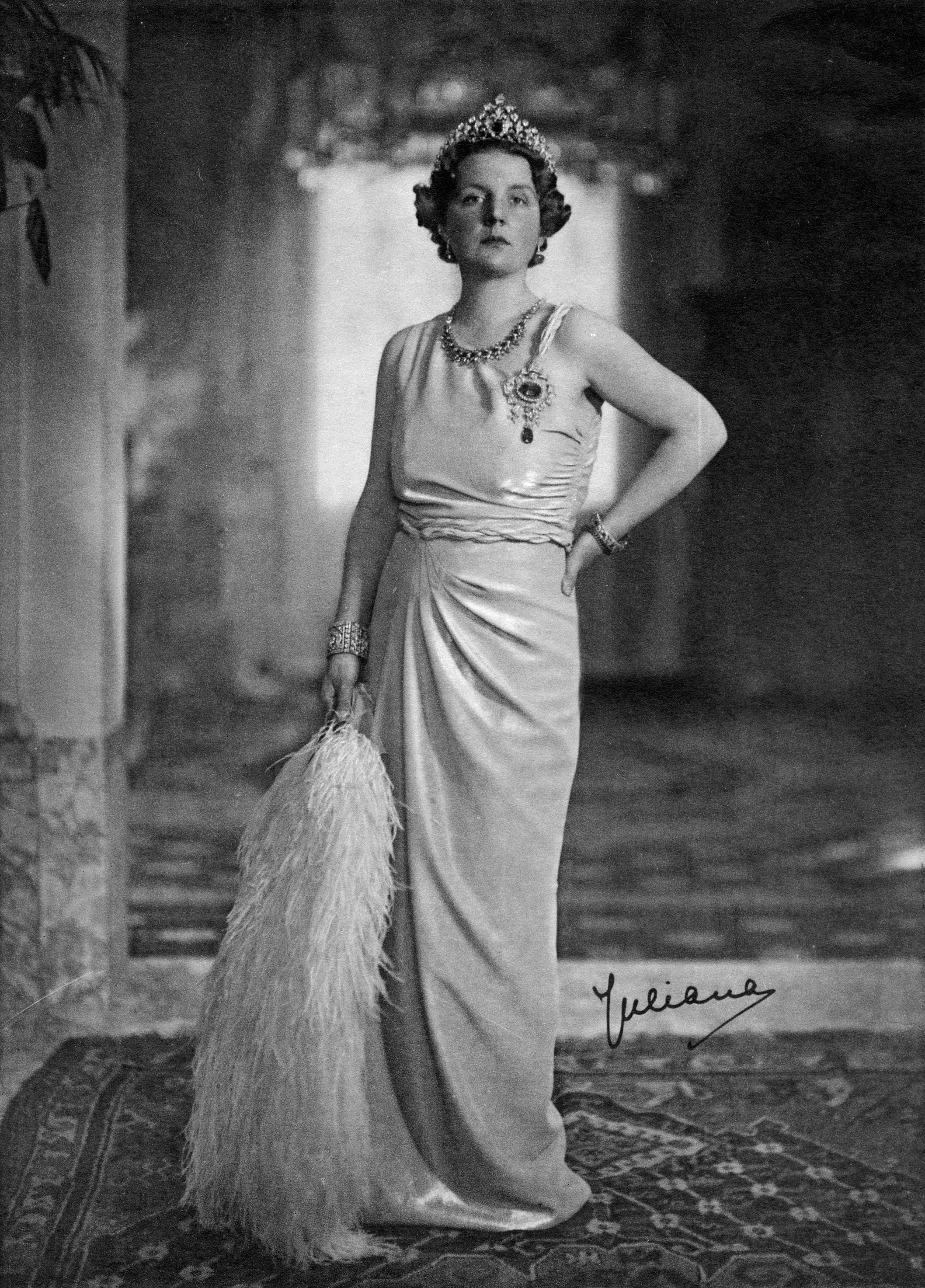
Franz Ziegler: Oficiální portrét princezny Juliany
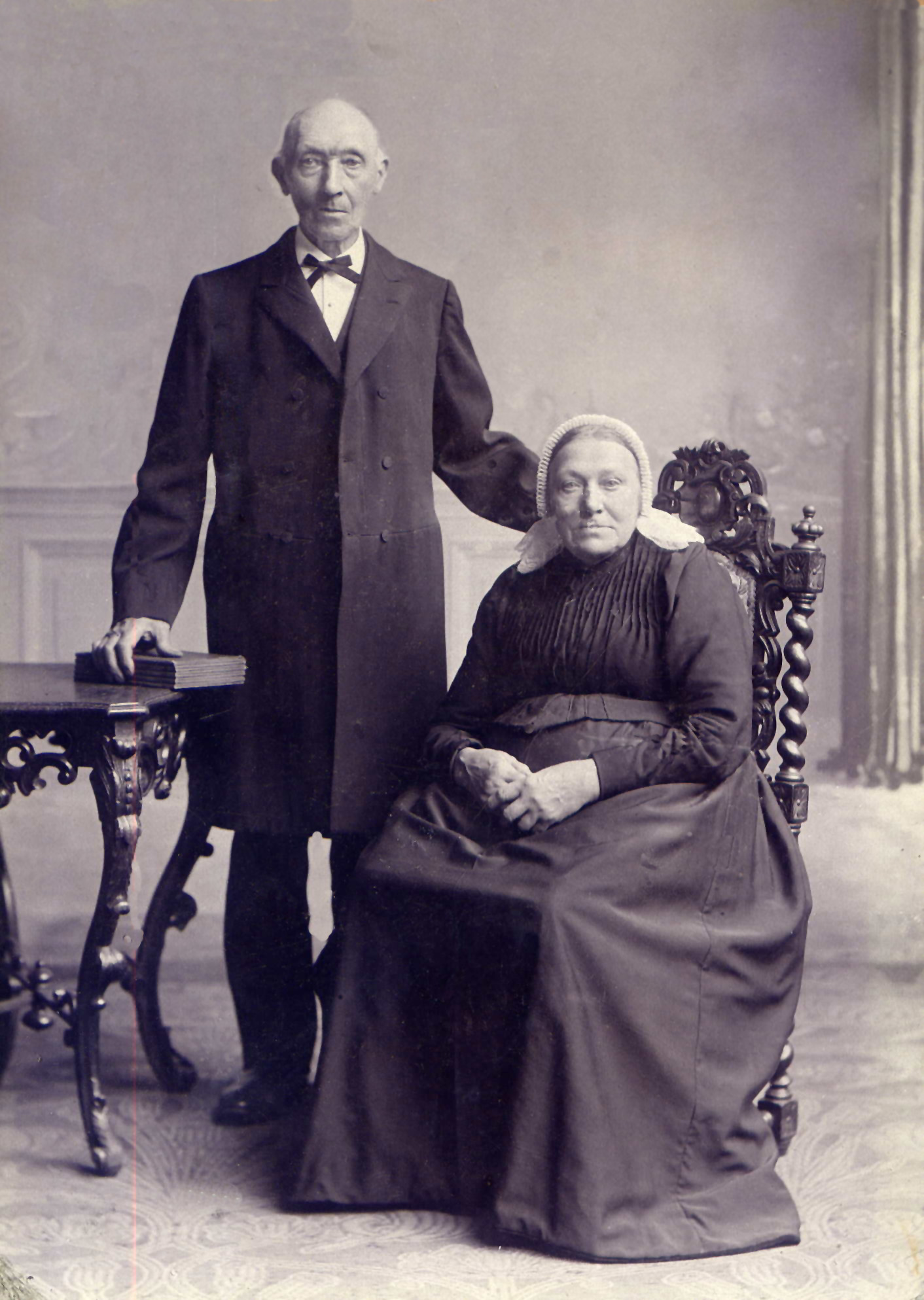
Goedeljee, 1911
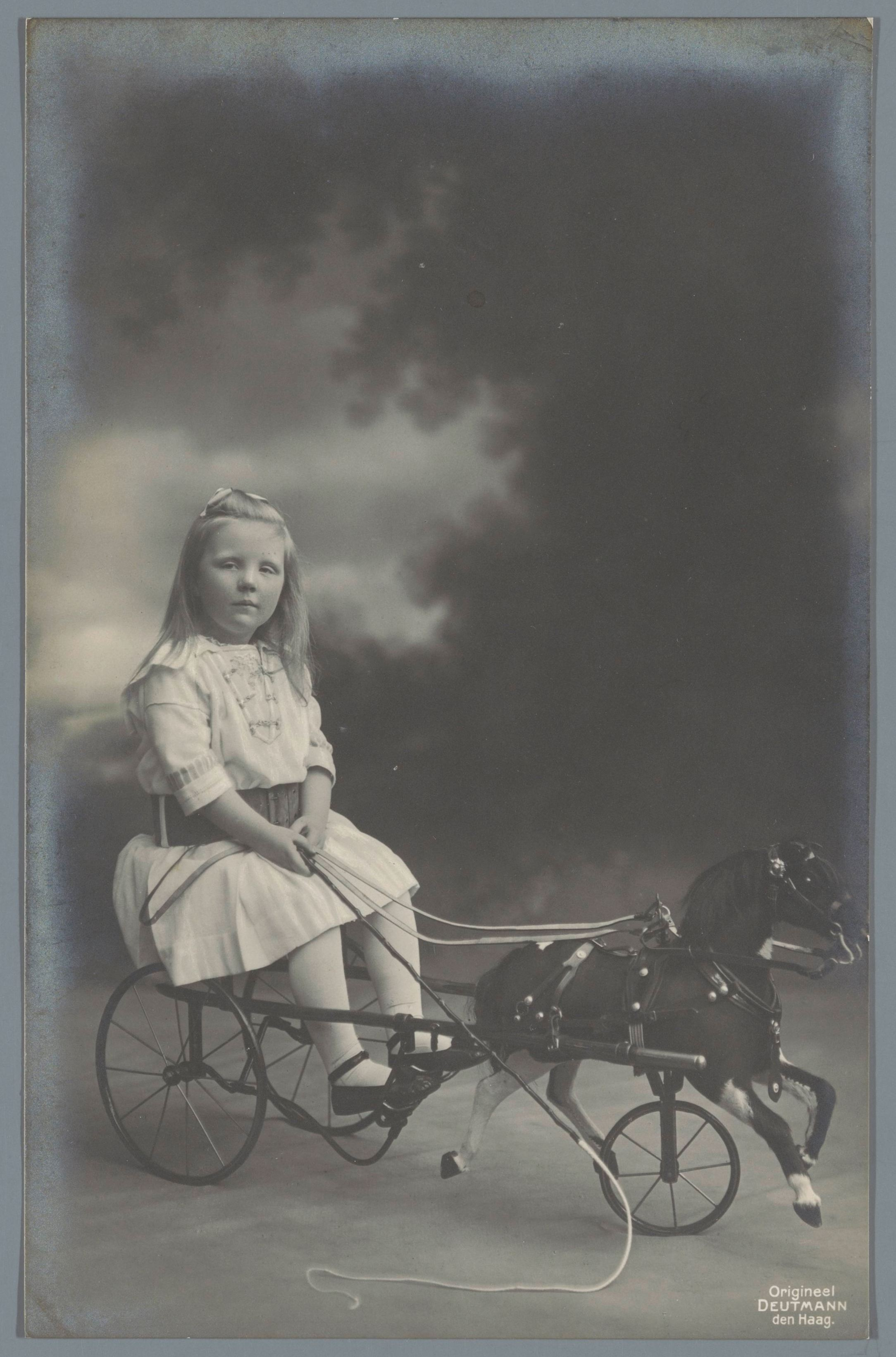
Herman Deutmann: Portrét princezny Juliany
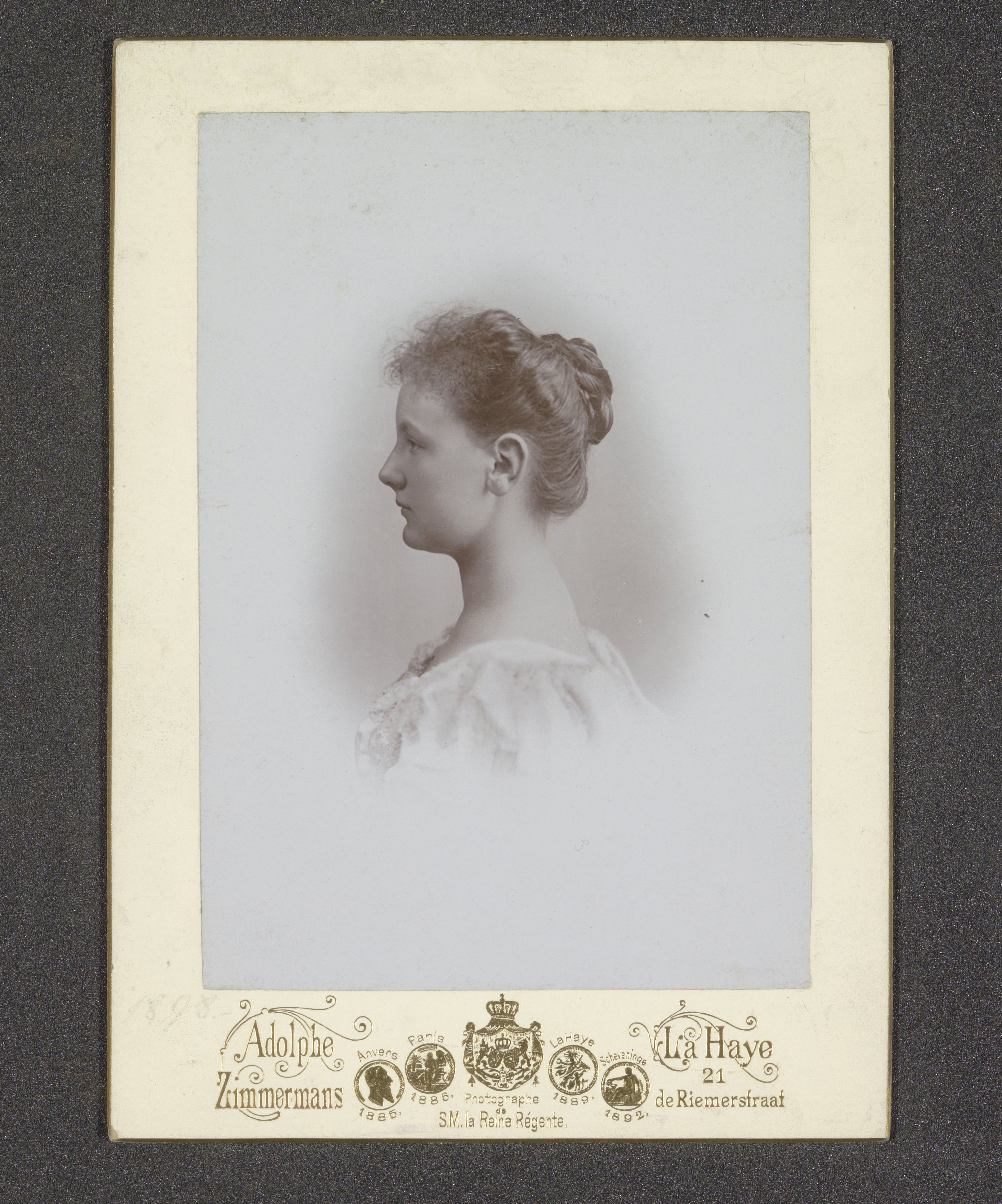
Adolphe Zimmermans: Královna Vilemína Nizozemská
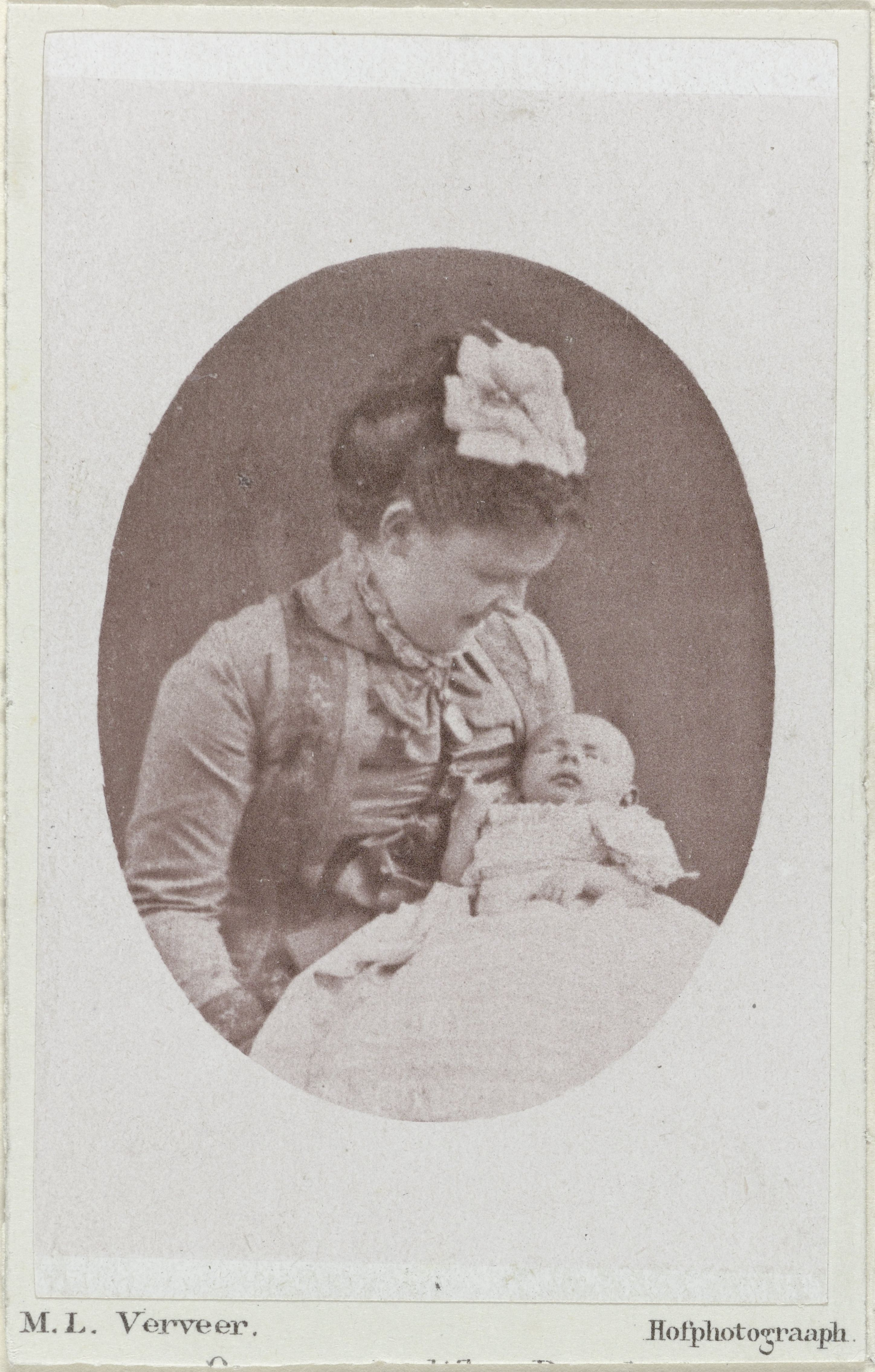
Maurits Verveer: Portrét Emmy, nizozemské královny, a Wilhelminy, nizozemské královny

### Španělsko
- Christian Franzen (1864–1923) dánský fotograf a diplomat působící převážně ve Španělsku. Specializoval se na portrétní fotografii a často ho zaměstnávala španělská královská rodina. Údajně se mu přezdívalo „Fotograf králů a Král fotografů“.[46]
- Jean Laurent Minier (1816–1886) byl držitelem titulu „Fotograf Jejího Veličenstva královny“[47] v letech 1861 až 1868.

### Rumunsko
- Iosif Berman (1892–1941) byl rumunský fotograf a žurnalista mezi válkami, který mimo jiné fotografoval královskou rodinu krále Karla II. Rumunského.[48]

### Norsko
- Marcus Selmer (1819–1900), průkopník norské fotografie, byl dvorním královským fotografem zvolen v roce 1880. Kromě toho pořídil portrétní fotografie žen a mužů v národních krojích.
- Peder O. Aune (1862–1931)[49] byl pověřen fotografovat vše, co souviselo s korunovací norského krále Haakona VII. a královny Maud z Walesu v roce 1906. Pořídil také oficiální korunovační portréty.[50][51]

- Karl Anderson (1867–1913) od Dánské fotografické společnosti získal v roce 1901 medaili a o dva roky později se stal dvorním fotografem.
- Gustav Borgen je známý svými portréty mnoha prominentních Norů z období 1891–1922, včetně norského krále Haakona VII, Henrika Ibsena a Bjørnstjerne Bjørnsona, a četných ministrů vlády, členů parlamentu, spisovatelů a umělců a členů horních měšťanských rodin. Jeho sbírka asi 60 000 fotografií je ve veřejné sféře a byla zpřístupněna společností Digitalt Museum (Digitální muzeum).[52]

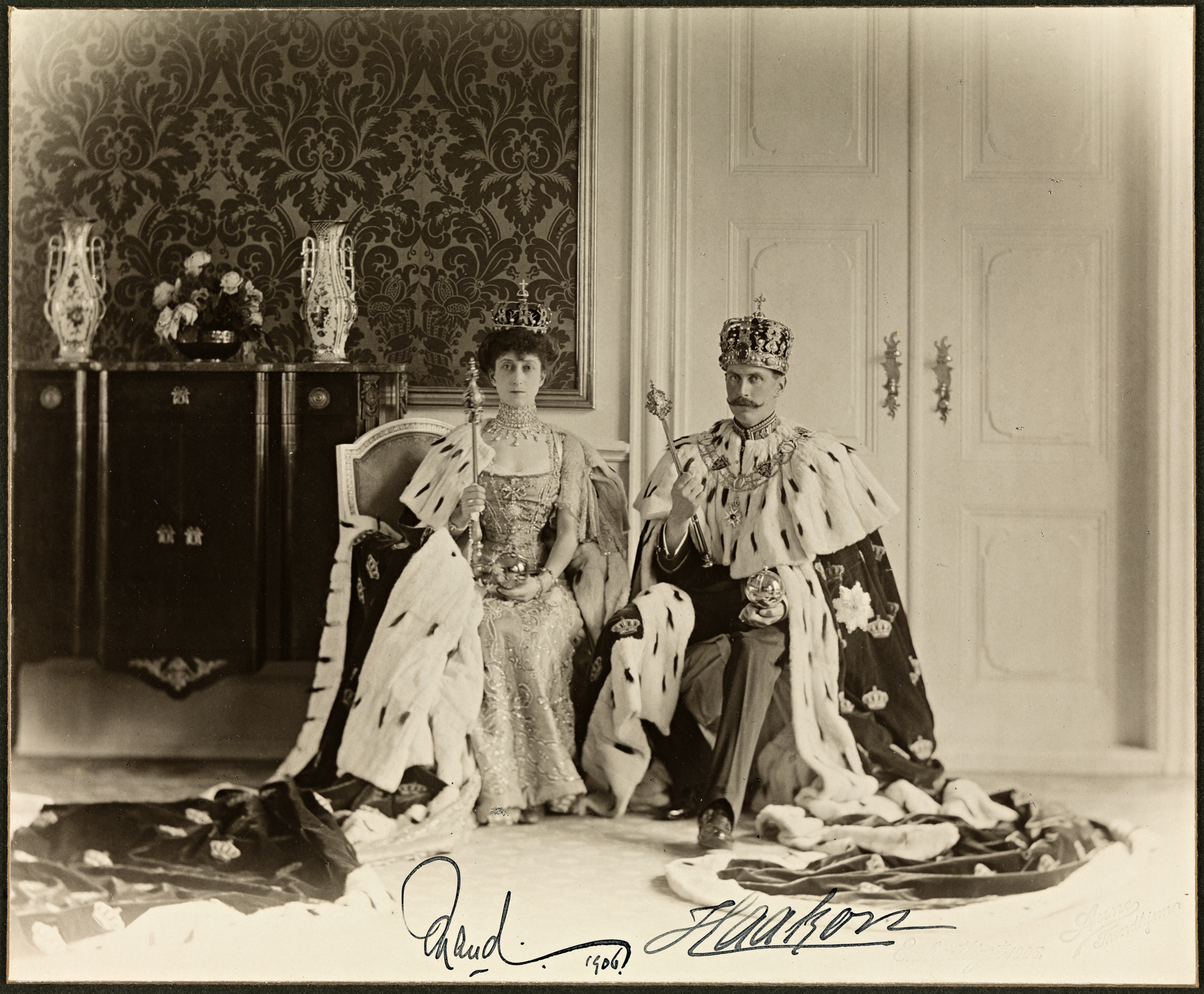
Peder O. Aune: Norská královna Maud z Walesu a norský král Haakon VII., 1906
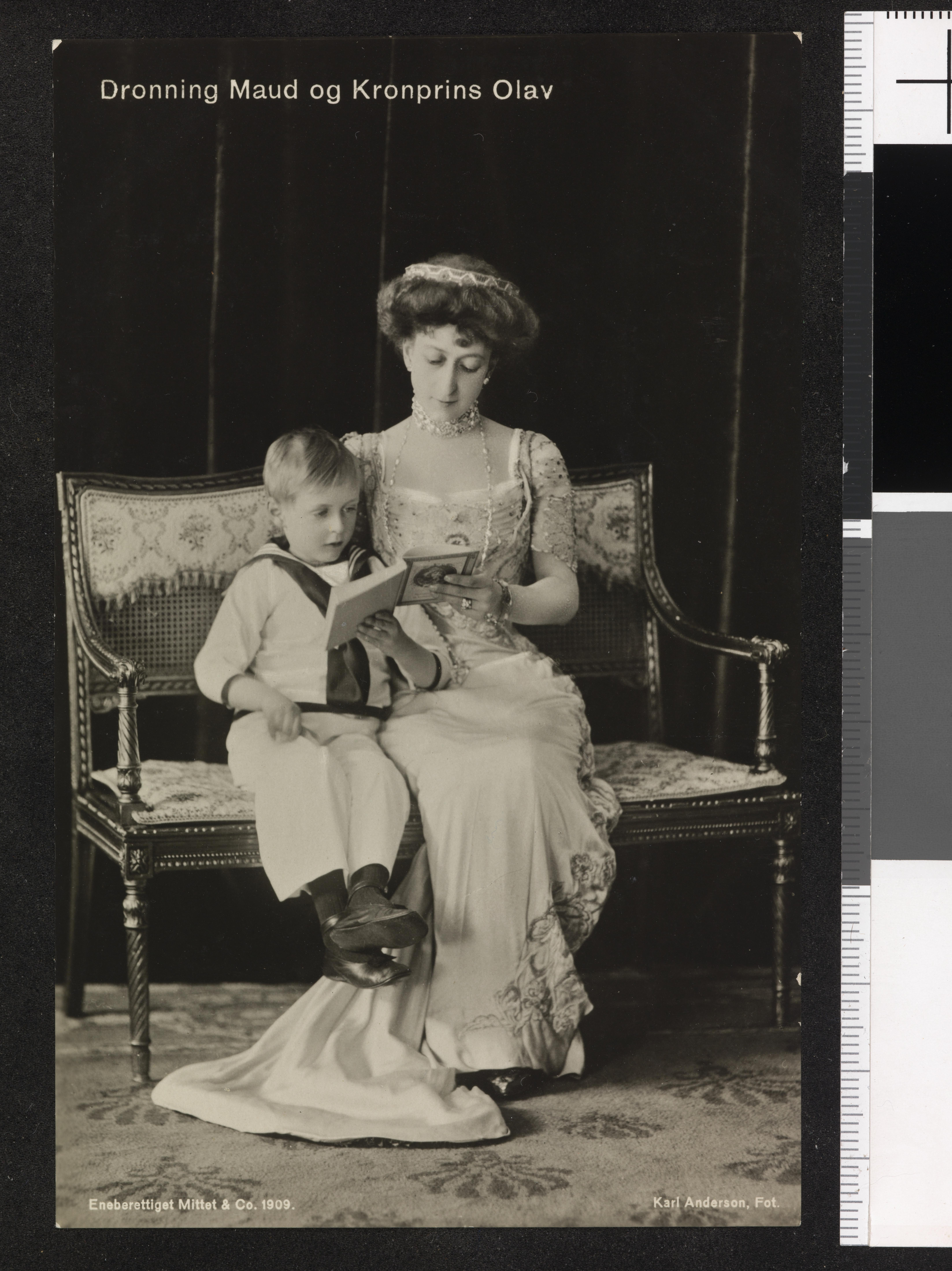
Karl Anderson: Královna Maud a korunní princ Olaf

### Další země
- Augustus Washington (1821–1875) byl afroamerický fotograf a daguerrotypista, který později ve své kariéře emigroval do Libérie. Je jedním z mála afroamerických daguerrotypistů, jehož kariéra byla dokumentována.[53] Portrétoval například prvního liberijského prezidenta Josepha Jenkinse Robertse.
- Charles Bernhoeft (1859–1933) byl lucemburský královský portrétní fotograf.[54] Dvorním fotografem byl jmenován v roce 1891. Jeho první fotografické studio v Lucemburku sídlilo na rue du Génie (nyní ulice Monterey) čp. 1, ale v roce 1900 již postavil nový působivý třípodlažní Atelier Bernhoeft na rohu rue de l'Arsenal (Grand-Rue) a boulevardu Royal. Pro portréty používal široce dostupné carte de visite a kabinetky.[55]
- Pascal Sébah (1823–1886) byl osmanský pionýr fotografie, který pracoval v Istanbulu, kde měl vlastní fotografický ateliér. Jeho společnost Sébah & Joaillier vlastnila právo „fotografovat sultána“ od roku 1900.
- Bratři Abdullah Frères byli v roce 1863 dvorními fotografy osmanských sultánů od Abdülazize po Abdülhamida II. a měli oprávnění na zadních stranách svých fotografií znázorňovat sultánské iniciály (monogram) tugra. Bratři provozovali v letech 1866 až 1895 studio v Káhiře. V roce 1900 prodali bratři podnikání společnosti Sébah & Joallier v Konstantinopoli.

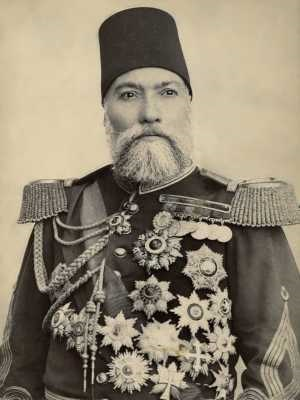
Abdullah Frères: Osmanský paša Gazi Osman
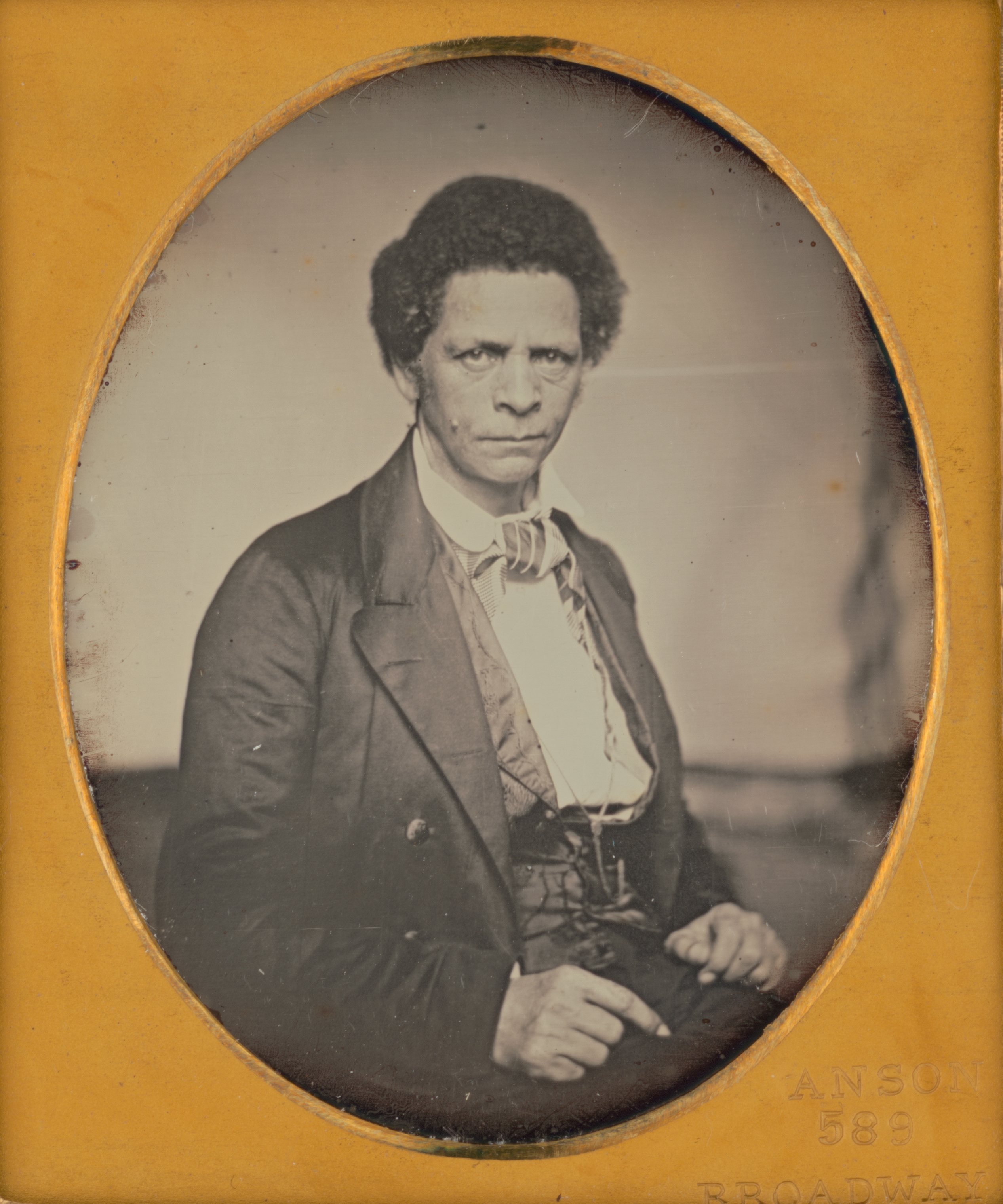
Joseph Jenkins Roberts, první a sedmý liberijský prezident
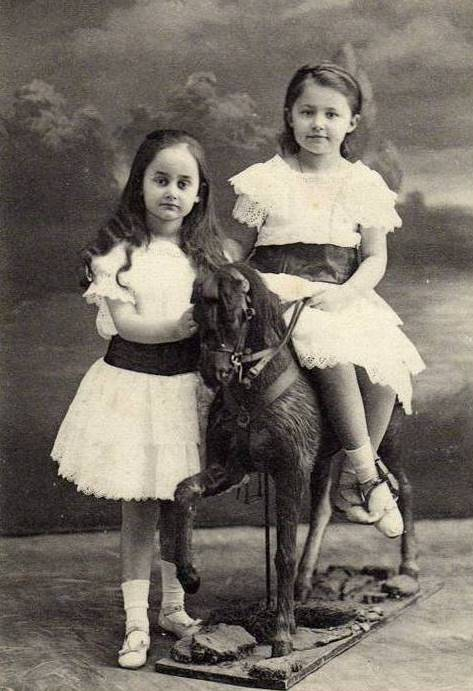
Charles Bernhoeft Sophie a Elisabeth von Luxemburg, asi 1910

## Amerika

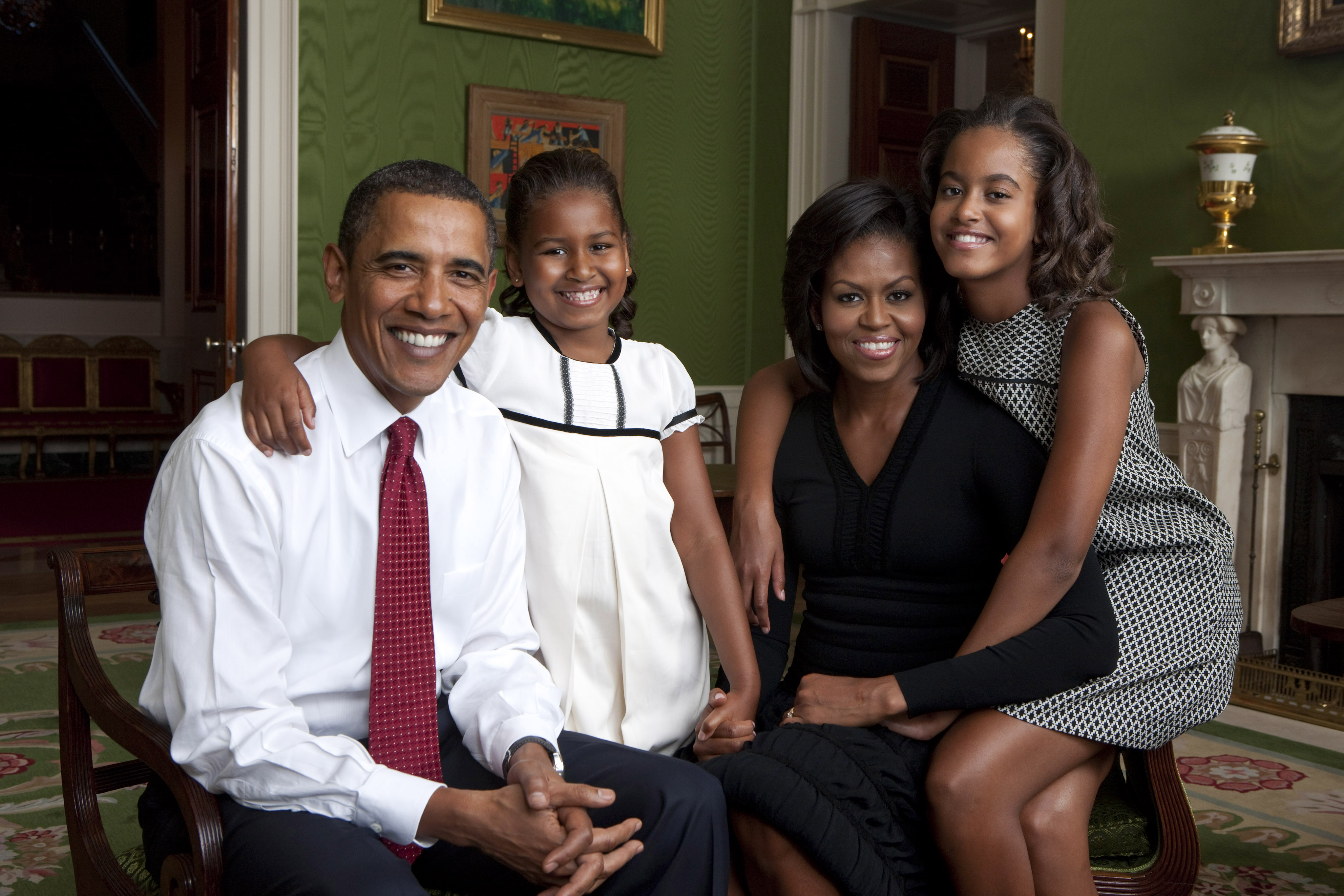
Annie Leibovitz: První rodina USA, oficiální snímek pro Bílý dům, 2009

### USA
- Mathew Brady portrétoval jedenáctého prezidenta USA Jamese K. Polka a 16. prezident USA Abraham Lincoln. Abraham Lincoln prý řekl, že se prezidentem stal díky Bradyho portrétům (a svému projevu na newyorské Copper Union). Portrét Lincolna od Bradyho z 2. září 1864 je na americké pětidolarové bankovce, prezidentův portrét podle Bradyho portrétu je na americké 90centové poštovní známce z roku 1869.[56]

- Alexander Gardner (1821–1882) portrétoval amerického prezidenta Abrahama Lincolna. Fotografoval jej ve svém ateliéru naposledy 5 dní před jeho smrtí.
- Ve studiu Baker Art Gallery portrétovali celou řadu prezidentů, jako například Hayes, McKinley, Taft nebo Harding.[57]

- Edward Sheriff Curtis (1868–1952) byl požádán o portrétování rodiny prezidenta Theodora Roosevelta.

- Toni Frissellová (1907–1988) v padesátých letech nasnímala neformální portréty slavných a mocných ve Spojených státech a v Evropě, včetně Winstona Churchilla, Eleanor Rooseveltové, Johna F. a Jacqueline Kennedyových.

- Richard Avedon (1923–2004): Dwight David Eisenhower, Prezident USA, 1964

Od roku 1961 fotografové pracující pro americký Bílý dům se označují jako White House photographers a jeden z nich má vždy funkci Chief Official White House Photographer (hlavní oficiální fotograf Bílého domu).
- Cecil W. Stoughton (1920–2008) fotografoval J. F. Kennedyho v období, kdy působil v Bílém domě

- Pete Souza (* 1954) byl hlavní fotograf Bílého domu a prezidenta Baracka Obamy. Pracoval jako fotograf pro prezidenta Ronalda Reagana od června 1983 až do roku 1989, kdy Reagan Bílý dům opustil. V červnu 2004 se stal oficiálním fotografem státního pohřbu Ronalda Reagana.[58]

- Eric Draper (?) je bývalý hlavní oficiální fotograf Bílého domu a prezidenta George W. Bushe v období 2001 – 2009.[59] V dubnu 2013 vydal Draper svou sbírku fotografií z Bílého domu Front Row Seat: A Photographic Portrait of the Presidency of George W. Bush. Kniha představuje zákulisní pohled během účinkování Bushe na postu prezidenta. Prostřednictvím Draperových fotografií jsou divákovi představeny Bushovy chvíle během historicky významných krizových scén z 11. září 2001. Fotografický blog Time LightBox amerického týdeníku Time napsal: „Draperův portrét Bushe je autentický.“[60] Washington Post poznamenal: „Draperova kniha poskytuje jedinečný a intimní pohled na jeho vztah s bývalým prezidentem Georgem W. Bushem během osmi dramatických let, které změnily Ameriku.“[61]

- Evan Freed (* 1946)

- Cecil W. Stoughton, fotograf amerických prezidentů (Kennedy, Johnson).[62]

- Mark Shaw je známý především svými fotografiemi rodiny Kennedyových, které po smrti JFK vyústily v knihu The John F. Kennedy's – A family album, které se prodalo přes 200 000 exemplářů.

- Ian Pirie MacDonald (1867–1942 New York) se označoval jako Pirie MacDonald – fotograf mužů a během své kariéry nasnímal přes 70 000 portrétů, včetně mezinárodních hlav států, náboženských vůdců a umělců.[63][64]

- Annie Leibovitz (* 1949) rodina prezidenta Baracka Obamy, oficiální snímek pro Bílý dům.

- Pam Francis, také známá jako Annie Leibovitz z Texasu během své kariéry vytvořila portréty šesti amerických prezidentů.[65]

- Oliver F. Atkins

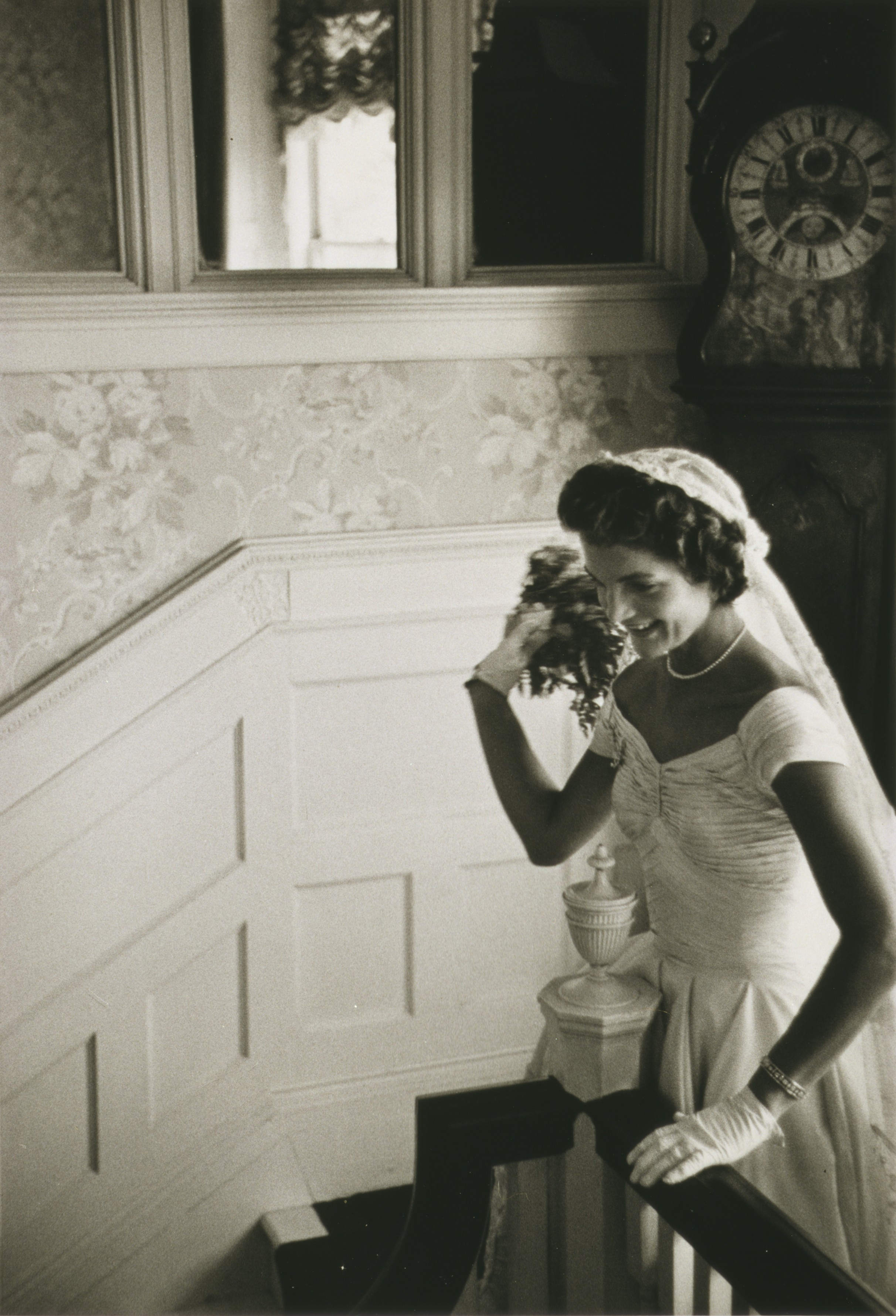
Toni Frissellová: Jacqueline Kennedyová Onassisová
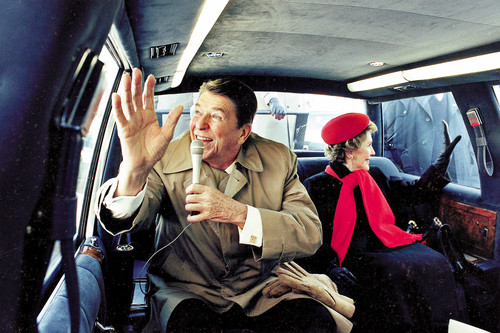
Pete Souza: Reaganovi v limuzíně oslavují narozeniny, Dixon, Illinois, únor 1984
Alexander Gardner: „Gettysburg Portrait“, portrétní fotografie Abrahama Lincolna pořízená 8. listopadu 1863.
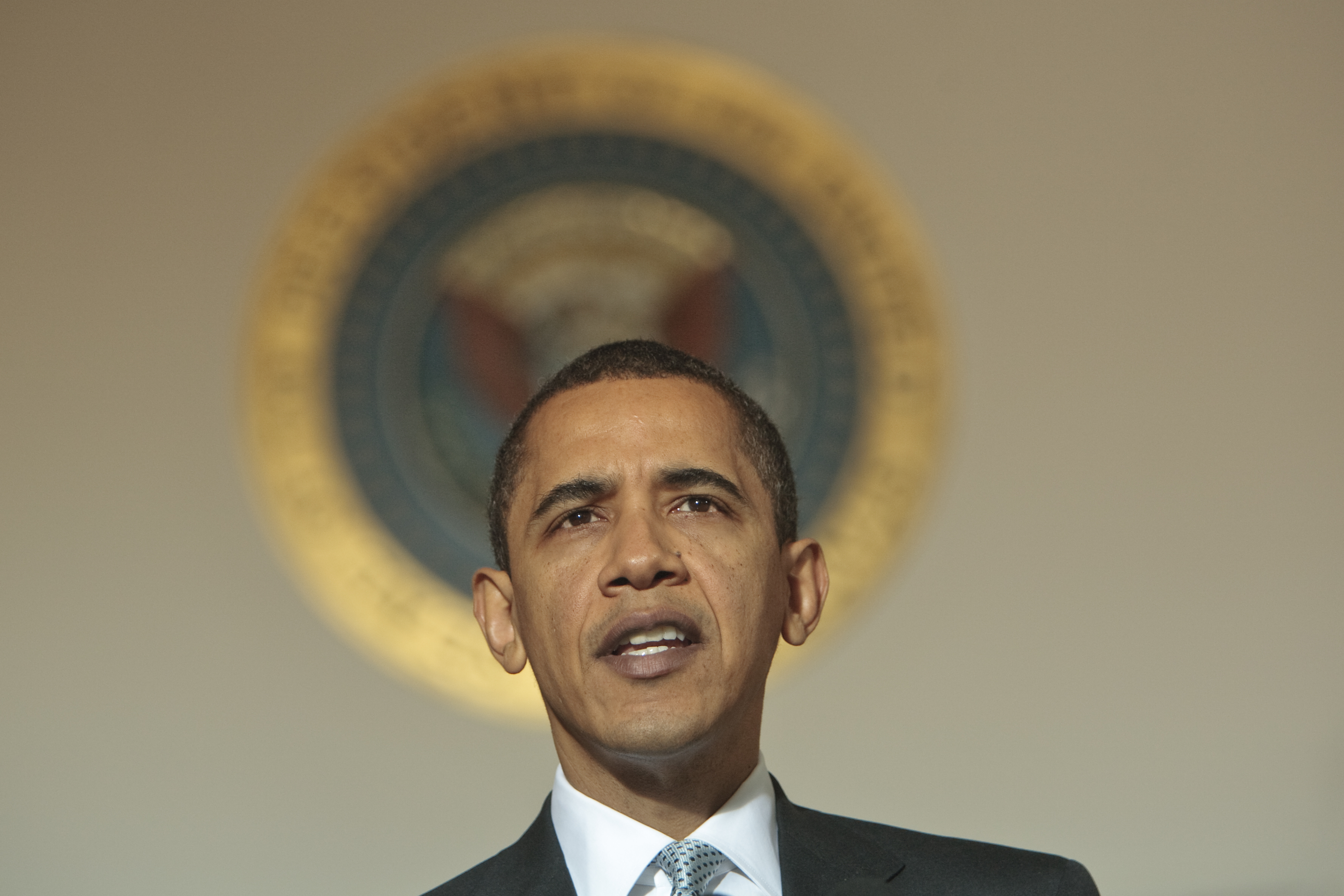
Lawrence Jackson: Obama, 2009; prezidentský znak za prezidentovou hlavou připomíná svatozář

### Kanada
- William Notman (1826–1891) dokumentoval stavbu mostu Victoria Bridge přes řeku Řeku svatého Vavřince. Most byl otevřen s velkou slávou v roce 1860, kterého se zúčastnili sám princ z Walesu a Notman s fotoaparátem. Jako dárek dostal princ krabičku s Notmanovými fotografiemi z výstavby mostu a scénami kanadského východu a západu. Dárek se tak zalíbil Královně Victorii, že udělila Notmanovi titul Královnin fotograf (Photographer to the Queen).

- Yousuf Karsh pravděpodobně jeho nejznámější fotografie je Winston Churchill. Karshova práce přitahovala pozornost různých celebrit, ale jeho místo v historii bylo trvale zpečetěno dne 30. prosince 1941, kdy fotografoval Winstona Churchilla poté, co Churchill přednesl projev před kanadskou poslaneckou sněmovnou v Ottawě.[66] Obraz Winstona Churchilla přinesl Karshovi mezinárodní uznání a je velmi často reprodukovaným fotografickým portrétem. V roce 1967 mu byl udělen titul Order of Canada a v roce 1990 byl povýšen na Order of Canada – Companion.

Příběh, který se váže k tomu, jak Karsh vytvořil svůj slavný portrét Churchilla během druhé světové války. Churchill, britský premiér, právě hovořil ke kanadskému parlamentu a Karsh byl u toho, aby jej zachytil jako jednoho velkých vůdců minulého století. „Nebyl zrovna příliš naladěn na portrétování a dvě minuty bylo vše, co mi dovolil, abych jako on přešel od poslanecké sněmovny senátu do předpokoje,“ napsal Karsh v knize Faces of Our Time. „Dvě skoupé minuty, ve kterých se musím snažit, abych na film zachytil muže, který napsal nebo inspiroval knihovnu knih, plnil svět svou slávou, a já, v tomto případě, s hrůzou.“
Churchill vkráčel do místnosti zamračený, „pokud jde o můj foťák, jak by mohl, díval se na něj jako na německého nepřítele.“ Jeho výraz se pro Karshe perfektně hodil, ale doutník, který mu uvízl mezi zuby se mu zdál neslučitelný s touto slavnostní a formální příležitostí. „Instinktivně jsem mu odstranil doutník. V té chvíli se churchillovské mračení prohlubovalo, hlavu naklonil agresivně dopředu a ruku dal v bok v postoji zlosti.“
V portrétu zachytil Churchilla a Británii toho času dokonale – jako vzdorovité a nedobytné. Snímek se tak stal symbolem válečného odhodlání Britů. Churchill k němu později poznamenal: „Vy dokážete přinutit řvoucího lva stát modelem při fotografování.“ Poté Karsh nazval tuto fotografii Řvoucí lev.
Nicméně, Karshovým favoritem je snímek, který byl pořízen o něco později, a na kterém je Churchillova nálada značně odlehčená, ve stejné pozici, ale s úsměvem.
- William James Topley (1845–1930)

### Brazílie
- Marc Ferrez (1843–1923) byl brazilský fotograf známý svými snímky Brazílie, Ria de Janeira, brazilské železnice a královské rodiny. V roce 1865 si otevřel vlastní portrétní studio na Rua São José, v centru Ria de Janeira, které v té době bylo hlavním městem Brazilského císařství. Byl dvorním fotografem Photographo da Marinha Imperial.

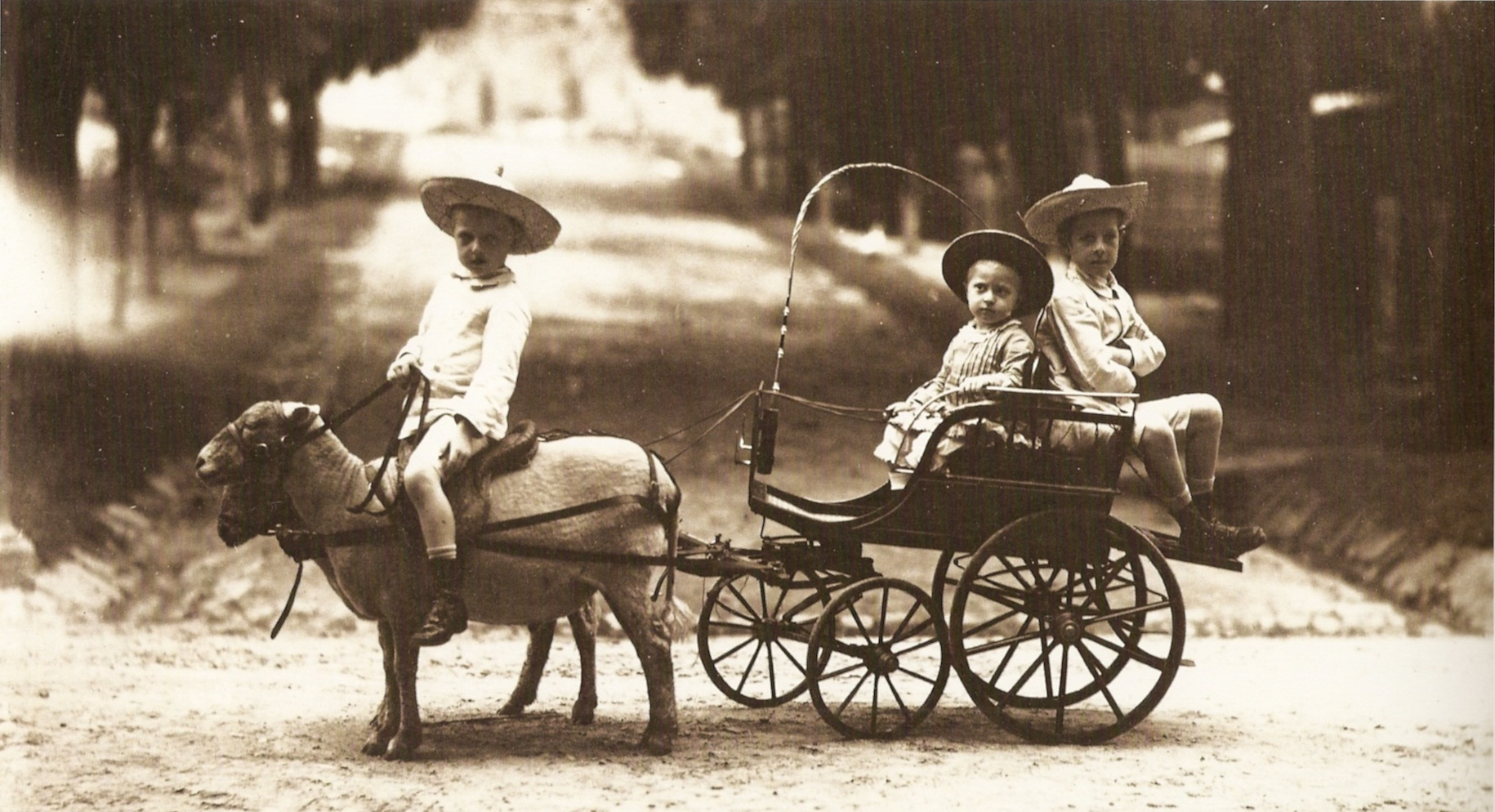
Marc Ferrez: Děti Gastona Orleánského, hraběte z Eu a princezny Isabely, zleva doprava: Pedro, Antonio a Luís, asi 1883

## Asie

### Japonsko
- Hikoma Ueno[67] (1838–1904), otec japonské fotografie,[68] během návštěvy Japonska fotografoval také Ulysses S. Granta v roce 1879 a ruského korunního prince (později cara) cara Mikuláše II. v roce 1891.

- Kuiči Učida[69] (1844–1875) byl prvním dvorním fotografem císaře Meidži a královny Šóken. Po dosažení reputace vynikajícího portrétního fotografa v Tokiu byl Kuiči Učida jediným fotografem, kterému bylo uděleno svolení portrétovat císaře Meidžiho, který byl považován za žijící božstvo a jen zřídka se objevoval na veřejnosti. Portrétování proběhlo v roce 1872 na objednávku císařského ministerstva, a fotografoval císaře a císařovnu Haruko ve dvorních a každodenních šatech. V roce 1873 Učida císaře fotografoval znovu, tentokrát v šatech vojenských a tato fotografie se stala oficiálním císařovým portrétem.[70][71] Kopie oficiálního portrétu byly distribuovány zahraničním hlavám států a na japonské regionální vládní úřady a školy, ale jejich soukromý prodej byl zakázán. Nicméně, bylo vyrobeno mnoho kopií této fotografie a rozesláno na trh.[72] Císař byl poté fotografován znovu až roku 1888 nebo 1889.[73] V roce 1872 byla Učida pověřen, aby doprovázel císaře na cestě po středním Japonsku a Kjúšú a fotografovala lidi a místa během cesty. Neměl však dovoleno fotografovat císaře.[71]

Asi v roce 1889 byl Šiniči Suzuki I spolu s Maruki Rijó pověřen fotografováním císaře Meidžiho a jeho manželky, protože tehdy používaná oficiální fotografie byla deset let stará.

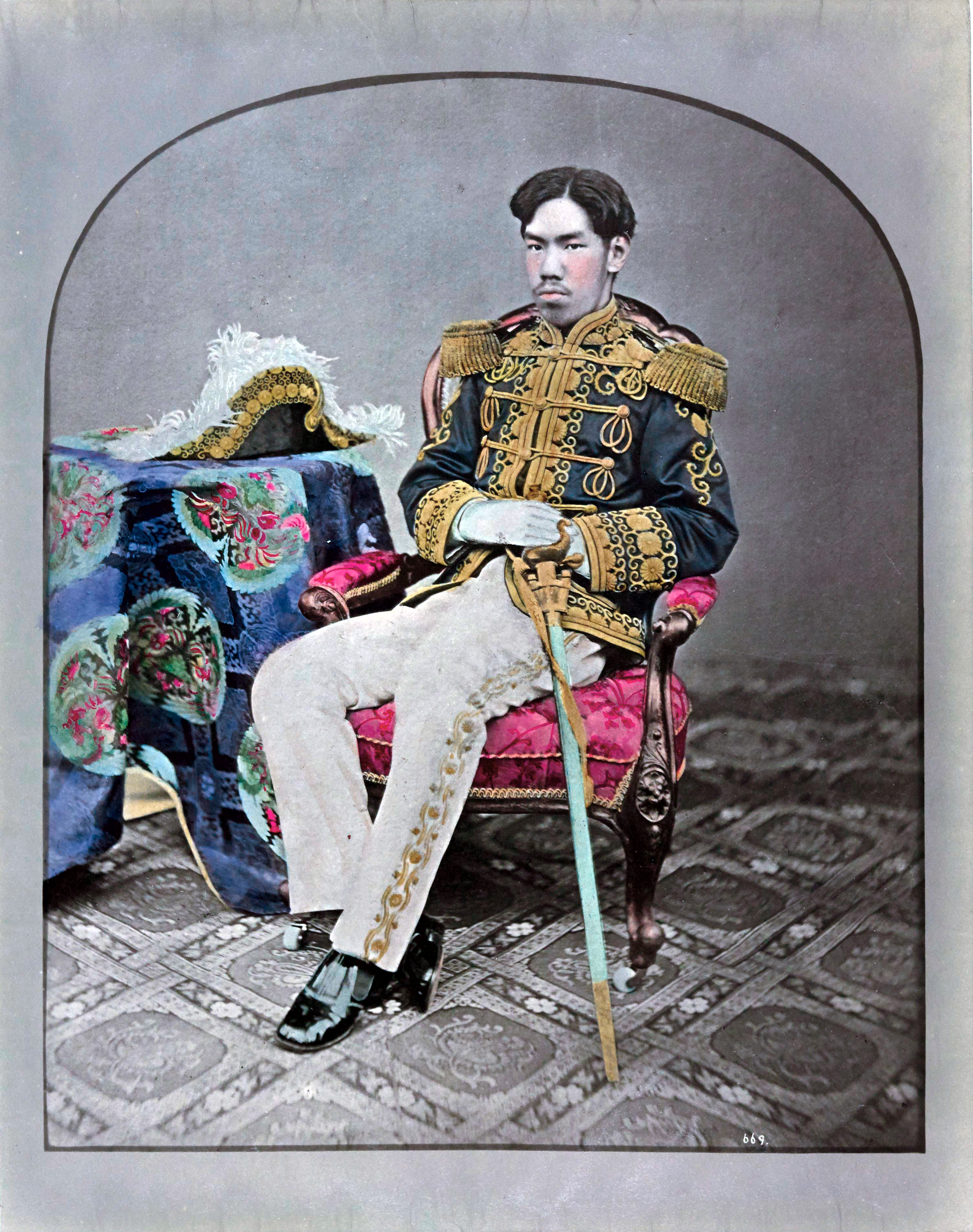
Kuiči Učida: císař Meidži, 1873, albuminový stříbrný tisk
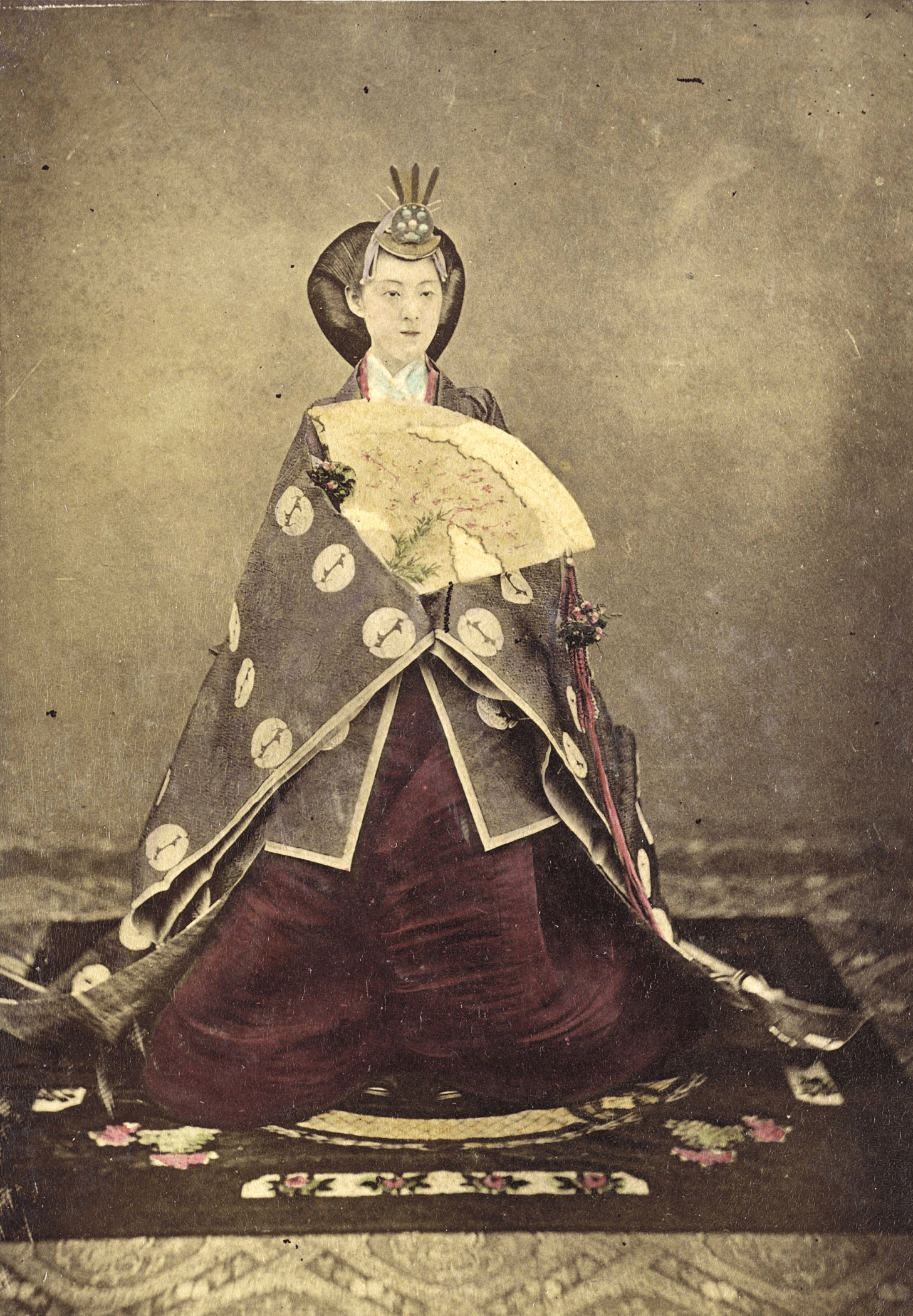
Kuiči Učida: japonská císařovna Haruko (později známá jako císařovna Šóken), albuminový stříbrný tisk, 1872

### Indie
- Lala Deen Dayal (1844–1910) v polovině 70. let 19. století, kdy jako pověřený fotograf založil studia v Indore, Bombaji a Hajdarábádu, se stal dvorním fotografem šestého Nizamu státu Hajdarábád, Mahbub Ali Khan, Asif Jah VI, který mu udělil titul Musawwir Jung Raja Bahadur a později v roce 1885 byl jmenován fotografem místokrále Indie.[74] V roce 1866 vstoupil do státní služby jako vedoucí a kreslíř v oddělení sekretariátu Úřadu práce v Indore. Mezitím začal fotografovat a založil vlastní studio v Indore. Byl pověřen fotografovat generálního guvernéra na turné po střední Indii. V roce 1868 založil studio Lala Deen Dayal & Sons, a byl následně pověřen fotografovat různé chrámy a paláce v Indii. Založil studia v Secunderabad, Bombay a Indore. V letech 1875–1876 fotografoval královskou cestu prince a princezny z Walesu. Na počátku 80. let cestoval se sirem Lepelem Griffinem a fotografoval antickou architekturu v regionu. Griffin jej pověřil dělat archeologické fotografie, výsledkem bylo portfolio 86 fotografií, známý jako „Slavné Památky Střední Indie“ („Famous Monuments of Central India“).[75] Příští rok odešel z vládních služeb a soustředil se na svou kariéru profesionálního fotografa. Stal se dvorním fotografem šestého Nizamu v roce 1885, brzy poté se přestěhoval z Indore do Hajdarábádu, ve stejném roce byl jmenován fotografem místokrále Indie. Deen Dayal byl jmenován fotografem královny Viktorie v roce 1887 nebo 1897 ???. V letech 1905–1906 doprovázel prince a princeznu z Walesu.[76]

- Bourne & Shepherd je fotografické studio, které založili v roce 1863[77][78][79] britští fotografové Samuel Bourne a Charles Shepherd ve městě Šimla. Později téhož roku založili druhou pobočku v Kalkatě.[80]

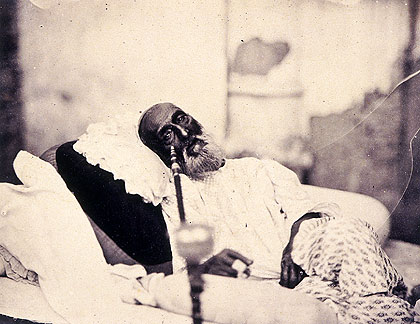
Charles Shepherd: Poslední mughalský císař Bahádur Šáh II., květen 1858

Írán

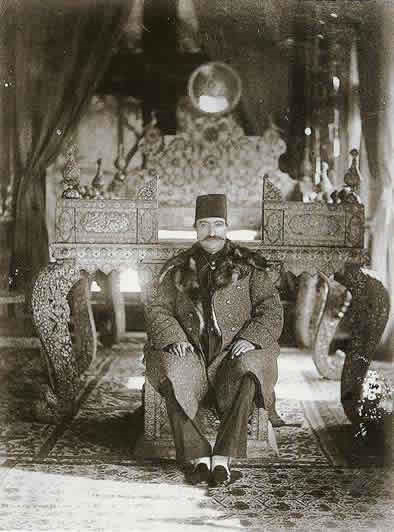
Anton Sevrjugin: Násir ad-Dín Šáh

- Anton Sevrjugin, syn ruského diplomata, se narodil v Teheránu a následně založil fotografické studio v Tabrizu. Stal se fotografem u dvora Šáha Muzaffaruddína a začal s tradicí dvorního portrétu následovanou dynastií Pahlaví. Sevrjugina inspiroval další ruský fotograf Dmitrij Ivanovič Jermakov, který cestoval po Persii, Střední Asii, Kavkazu a Krymu a stal se mimo jiné Fotografem Jeho Veličenstva perského šáha.

## Ostatní
Arménie,
Jáva
- Kassian Cephas

Lucembursko
- Edouard Kutter (1934)

Kuba

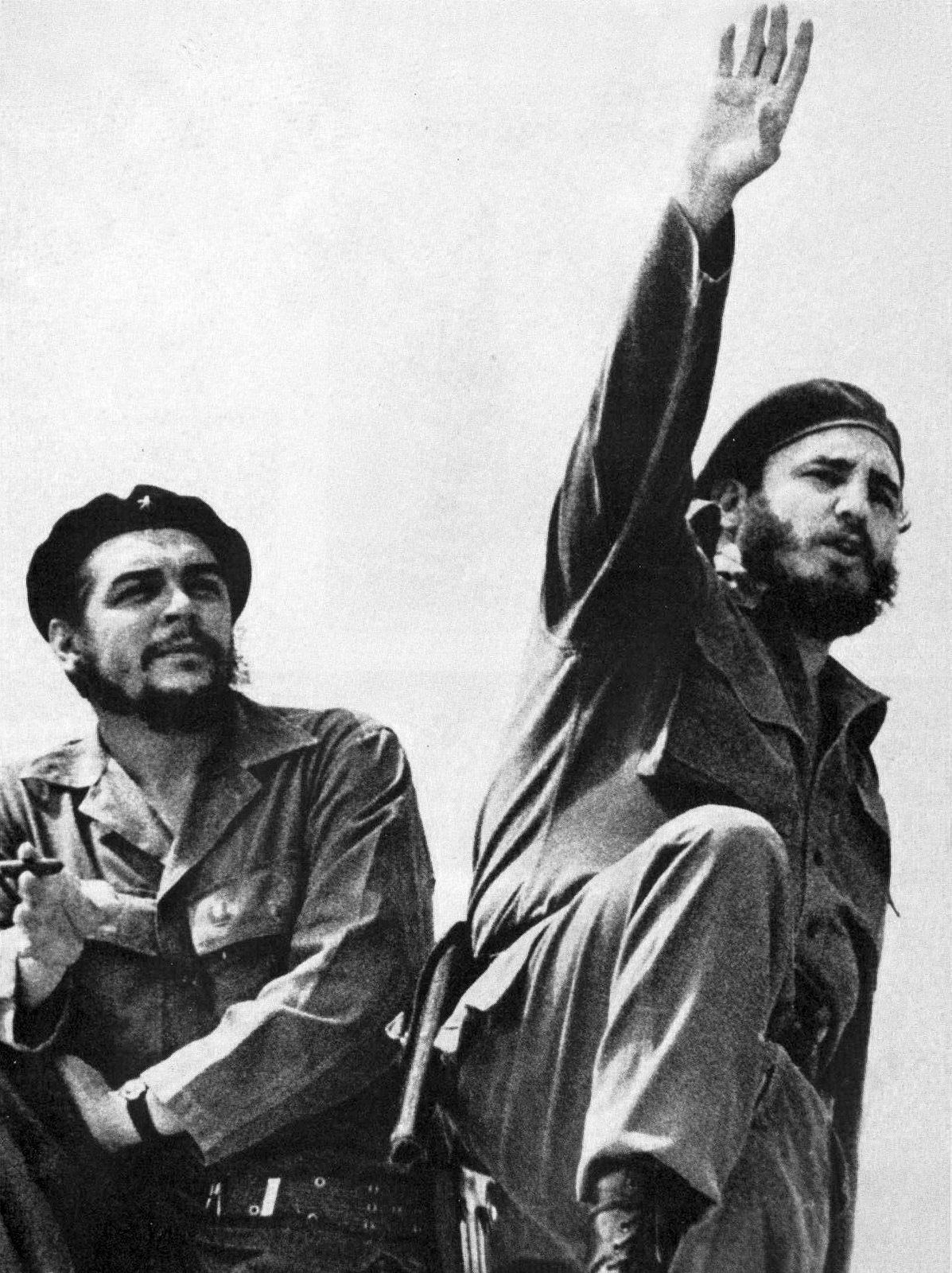
Alberto Korda: Che Guevara a Fidel Castro, 1961

- Alberto Korda byl dvorním fotografem Fidela Castra.

## Fotomanipulace
Z pozice vlády, nebo jiných zájmových skupin, bylo a bývá se snímky obsahující hlavu státu velmi často manipulováno. Například 20. května 1920 Lenin na snímku hovoří na Sverdlovském náměstí a po jeho boku stojí Lev Davidovič Trockij a Lev Kameněv. Ze snímku byli později Trockij a Kameněv komunistickým režimem odstraněni.
- 21. března 1953 nezájem lidí o nově zvoleného prezidenta, Antonína Zápotockého, vyřešili retušéři přidáním jásajícího davu.[81]

- Předseda vlády Klement Gottwald hovoří s prezidentem Antonínem Zápotockým a místopředsedou vlády Viliamem Širokým. Setkání se rovněž zúčastnil ústřední tajemník KSČ Rudolf Slánský a druhý místopředseda vlády Zdeněk Fierlinger. V 50. letech byli Slánský a Fierlinger vyretušováni. Rudolf Slánský proto, že byl jako hlava tzv. „protistátního spikleneckého centra“ v roce 1952 odsouzen a popraven. Fierlinger pravděpodobně spíše z kompozičních důvodů, neboť prý oblibu u KSČ nikdy neztratil. Rudolf Slánský zmizel i z fotografií dokumentujících Slovenské národní povstání, kde sehrál roli komunistického delegáta ve štábu povstalců.[81]

- Ze snímku Stalinovy procházky s ministrem pro lodní dopravu Nikolajem Ježovem na břehu řeky Volhy byl vyretušován ministr a byl nahrazen řekou Volhou.

- Pražské jaro 30. března 1968, Pražský hrad, přehlídka před Katedrálou sv. Víta. Na fotografii byli zleva Josef Smrkovský, předseda Národního shromáždění, Alexandr Dubček a prezident Ludvík Svoboda. Po srpnové invazi spojeneckých vojsk do Československa byl Dubček vyretušován, zůstala z něj jen zapomenutá pravá bota.

- Nejen v prvním funkčním období prezidenta George W. Bushe byly (zřejmě na popud šéfa jeho kampaně, Carla Rovea) fotografie prezidenta např. z jeho projevů a vystoupení retušovány mimo jiné vložením prezidentského nebo jiného znaku na pozadí fotografie situovaného za prezidentovu hlavu tak, že výsledek subjektivně připomínal svatozář.[82] „Svatozář“ na fotografiích se často objevuje i u jeho nástupce Baracka H. Obamy.[83][84]

- Francouzskému prezidentovi Sarkozymu novináři týdeníku Paris Match na fotografii z dovolené vyretušovali faldy kolem pasu.[85]